# Giambattista Tiepolo
Pour les articles homonymes, voir Famille Tiepolo.
Giovanni Battista Tiepolo ou Giambattista Tiepolo (francisé Jean-Baptiste Tiépolo), né à Venise le 5 mars 1696 et mort à Madrid le 27 mars 1770, est un peintre et graveur Vénitien.
Il travaille dans plusieurs grandes cours européennes, fait caractéristique de la circulation des artistes dans l'Europe des Lumières.
Représentatives du style rococo, ses œuvres qui ont fait sa réputation sont les grands cycles de fresques qu'il a peints à Venise et dans sa région, mais aussi à Bergame ou Milan et, hors d'Italie, à Madrid et à Wurtzbourg pour décorer palais et églises, mais il a également laissé de nombreux tableaux et esquisses peintes.
Il est le mari de Maria Cecilia Guardi, sœur des peintres vénitiens Francesco Guardi et Gianantonio Guardi. Il est également le père des peintres Giandomenico Tiepolo et Lorenzo Tiepolo.

## Biographie

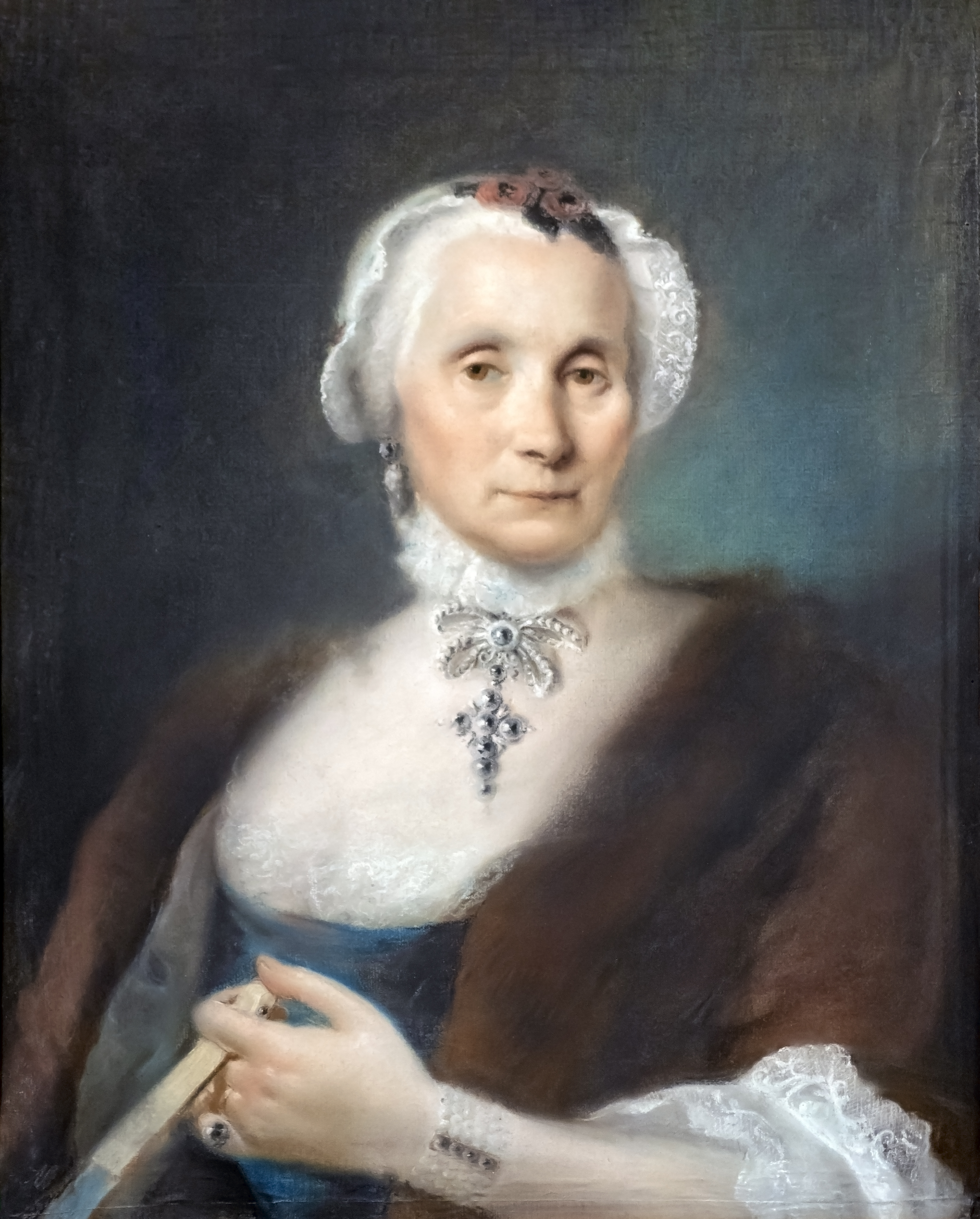
Lorenzo Tiepolo, Portrait de Cecilia Guardi Tiepolo (1737), Venise, Ca' Rezzonico.

### Jeunesse

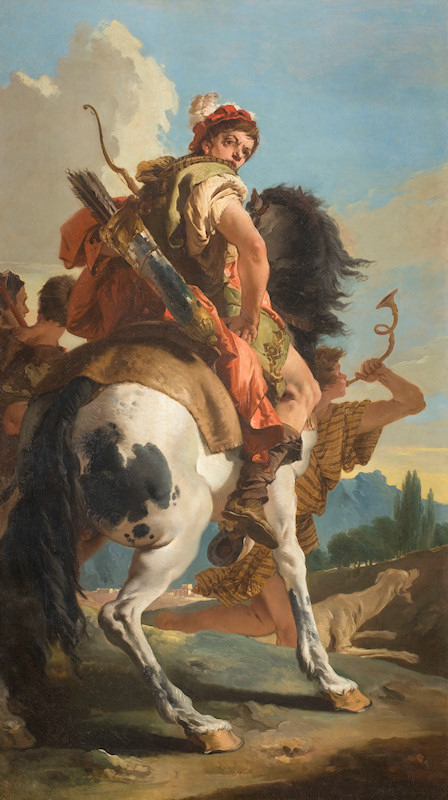
Chasseur à cheval, 1718 (Fondation Cariplo).

Giambattista naît à Venise en mars 1696, dernier des six fils de Domenico Tiepolo, capitaine d'un navire marchand, et de sa femme Orsetta Marangon, dans la maison familiale près de l'église San Domenico di Castello dans le sestiere de Castello. Le 16 avril, il reçoit le baptême dans la basilique San Pietro di Castello. Le 10 mars de l'année suivante, son père meurt, laissant la famille dans des difficultés économiques persistantes.
Il entre vers 1710 comme élève dans l'atelier de Gregorio Lazzarini, peintre éclectique, capable de combiner les différents enseignements de la tradition vénitienne, dont il apprend les premiers rudiments, mais aussi le goût du grandiose et du théâtral dans les compositions. Très vite, il se dirige vers la peinture dite « ténébreuse » de Federico Bencovich et Giovanni Battista Piazzetta. Outre ses contemporains, l'atelier de Lazzarini s'inspire des grands vénitiens du XVIe siècle, Le Tintoret et Paul Véronèse, ainsi que de l'œuvre de Jacopo Bassano.
En 1715, il commence à peindre les cinq arcs des autels de l'église vénitienne Santa Maria dei Derelitti (Ospedaletto), avec des figures d'apôtres appariées, avec des clairs obscurs violents et des tons sombres. Au cours de ces années, Tiepolo travaille également pour le doge en exercice, Giovanni II Corner, exécutant des peintures et des portraits dans son palais, dont celui de Marco Corer (vers 1716), le premier doge de la famille, et celui de Giovanni lui-même, dans des tons chauds et clairs, faisant référence aux manières de Sebastiano Ricci. La même année, il travaille sur la fresque de l'Assunta dans l'ancienne église paroissiale de Biadene tandis que, le 16 août, il expose l'esquisse du Submersio Faraonis à la fête de San Rocco.
La première mention de l'artiste dans la Fraglia des peintres vénitiens remonte à 1717. La même année, il quitte l'atelier de Lazzarini, et quatre gravures du livre Le Grand Théâtre des Peintures et Perspectives de Venise sont tirées de ses dessins. La Répudiation de Vasti remonte à 1719, maintenant dans une collection privée à Milan.
Le 21 novembre 1719, il épouse secrètement Maria Cecilia Guardi (1702-1779), sœur des peintres rococo vénitiens Francesco Guardi et Gianantonio Guardi, un mariage qui durera plus de cinquante ans. Au moins dix enfants naissent de cette union, dont quatre filles et trois garçons survivront, parmi lesquels Giandomenico et Lorenzo qui travailleront comme ses assistants. Le couple réside jusqu'en 1734 dans la maison de leur frère aîné Ambrogio, près de l'église Saint-François-de-la-Vigne de Venise, à proximité du Palais Contarini del Bovolo.
Entre 1719 et 1720, il réalise ses premières œuvres profanes, la décoration du hall du premier étage de la villa Baglioni (Padoue-Massanzago). Cette salle est entièrement recouverte de fresques qui, en perçant par illusion les murs, créent un espace infini. Le Mythe de Phaéton est peint sur les murs tandis que le Triomphe de l'Aurore est représenté sur la voûte. Avec ce cycle, il commence sa collaboration avec le peintre de la quadratura Gerolamo Mengozzi Colonna, qui peint pour Tiepolo dans les années suivantes la plupart des fausses décorations architecturales qui encadrent ses fresques.
En 1721, il reçoit la commande la Madonna del Carmine pour l'Église Sant'Aponal, qu'il commence en 1722 et livre en 1727, aujourd'hui conservée à la Pinacothèque de Brera. En 1722, il livre le Martyre de saint Barthélemy, destiné à la série de plusieurs mains consacrées aux douze apôtres, pour l'église San Stae de Venise, d'une force expressive puissante donnée par le clair-obscur violent et la netteté du tracé graphique.
En 1722, il peint à fresque la Gloire de sainte Lucie dans l'église paroissiale de Vascon, près de Trévise. En 1722, il participe au concours pour la décoration de la chapelle de saint Dominique dans la basilique San Zanipolo, remporté plus tard par Giovanni Battista Piazzetta. En 1724, à la suite de quelques modifications apportées à l'église de l'Ospedaletto par Domenico Rossi, il peint la voûte avec le Sacrifice d'Isaac, dernier exemple de ses voies initiales sombres ; à partir de ce moment, son style s'oriente vers des couleurs vives aux tonalités claires immergées dans une luminosité solaire.
Entre 1724 et 1725, il travaille à la décoration du Palazzo Sandi avec la grande fresque au plafond de la salle dédiée au Triomphe de l'éloquence, thème iconographique probablement dû à la profession du client, l'avocat Tommaso Sandi. Au centre, contre le ciel bleu traversé de nuages, se trouvent les figures de Minerve et de Mercure tandis que sur la corniche, il représente quatre épisodes mythologiques : Orphée conduisant Eurydice hors d'Hadès, Bellérophon sur Pégase tue la Chimère, Amphion grâce au pouvoir de la musique construit les murs de Thèbes et Héraclès enchaîne les Cercopes avec sa langue. Le schéma de composition est similaire à celui utilisé par Luca Giordano au palais Medici-Riccardi, avec quelques personnages au centre et beaucoup entassés sur les côtés, et restera typique de toute sa production ultérieure. L'éclaircissement de la couleur qui deviendra dès lors son trait stylistique indubitable, inspiré par la redécouverte de l'œuvre de Paul Véronèse. Pour le même palais, il peint également les trois toiles mythologiques Ulysse découvre Achille parmi les filles de Lycomède, Apollon écorchant Marsyas et Hercule étouffant Antée, aujourd'hui dans une collection privée à Castelgomberto.
Probablement entre 1725 et 1726, il réalise Alessandro et Campaspe dans l'atelier d'Apelle, aujourd'hui au musée des beaux-arts de Montréal, avec une forte valeur autobiographique et d'autosatisfaction : Apelle, le plus grand peintre de l'antiquité, est le portrait de l'artiste, et il confère à Campaspe la beauté de sa jeune épouse Cecilia.

### Maturité (1726-1740)
Entre 1726 et 1729, il partage son travail entre Udine et Venise, toujours pour des commandes reçues des frères Dolfin, et s'organise pour dédier les saisons les plus chaudes aux fresques et les plus froides aux toiles.
À Udine, le patriarche d'Aquilée Dionysos Dolfin lui commande d'abord les fresques et le petit retable de la Résurrection pour la chapelle du Saint-Sacrement dans la cathédrale de la ville, puis les fresques du château et surtout le grand complexe décoratif du Palais Patriarcal. Le décor comprend des scènes et des personnages de l'Ancien Testament : dans la voûte de l'escalier la Chute des anges rebelles avec environ huit scènes monochromes avec des épisodes du Livre de la Genèse ; dans la longue galerie, les trois épisodes de l'Apparition des trois anges à Abraham, Rachel cache les idoles et l'apparition de l'ange à Sarah, placés entre des figures monochromes de prophétesses et le Sacrifice d'Isaac au plafond ; au plafond de la Salle Rouge, à l'époque utilisée comme tribunal civil et ecclésiastique, l'évocateur Jugement de Salomon, considéré comme son premier chef-d'œuvre, est entouré de compartiments mixtilignes avec des figures de prophètes ; enfin, dans la salle du trône, il peint des portraits d'anciens patriarches, aujourd'hui en mauvais état.
À Venise, pour Daniel III et Daniel IV, certainement à la suggestion du patriarche Dionisio, il peint pendant les hivers les dix grandes toiles de batailles et de triomphes antiques pour décorer une grande salle de réception du palais Dolfin Manin. Elles sont achevées en 1729 et sont aujourd'hui réparties entre le musée de l'Ermitage de Saint-Pétersbourg, le Metropolitan Museum of Art de New York et le musée d'Histoire de l'art de Vienne.
Entre-temps, le 30 août 1727, naît son fils Giandomenico, son futur collaborateur.
En 1730, il est appelé à Milan, peut-être avec la médiation de Scipione Maffei, pour décorer à fresque les plafonds de cinq salles du Palazzo Archinto (Triomphe des Arts et des Sciences, Mythe de Phaéton, Persée libère Andromède, Junon, Fortuna et Vénus et l'allégorie de la Noblesse), toutes détruites dans le bombardement d'août 1943. En 1731, au Palazzo Dugnani (anciennement Casati), il peint les histoires de Scipion l'Africain, avec sur la voûte l'Allégorie de la magnanimité (ou Apothéose de Scipion), tandis que sur les murs, les thèmes sont La générosité de Scipion, Scipion donnant la liberté à Siface et, enfin, Sofonisbe recevant le poison de Massinissa. En correspondance avec les portes d'entrée du vestibule, il peint Les quatre vertus cardinales et dans les niches l'Abondance et la Puissance.
De retour à Venise en 1731, il exécute l'Éducation de la Vierge pour l'église Santa Maria della Fava, la Nativité pour l'église San Zulian et en 1732, l'Adoration de l'Enfant pour la sacristie des chanoines de la basilique Saint-Marc.
En septembre 1732, il est déjà à Bergame où il entreprend les fresques de la chapelle Colleoni qui, à l'origine, ne devaient comprendre que les pendentifs avec les allégories des quatre vertus (Foi, Charité, Justice et Prudence) et les lunettes de Saint Marc Evangéliste et du Martyre de saint Barthélémy. Ayant terminé ces travaux, il est rappelé de Venise pour composer trois autres lunettes avec des scènes de la vie de saint Jean-Baptiste : Sermon du Baptiste, Baptême du Christ et Décollation du Baptiste.

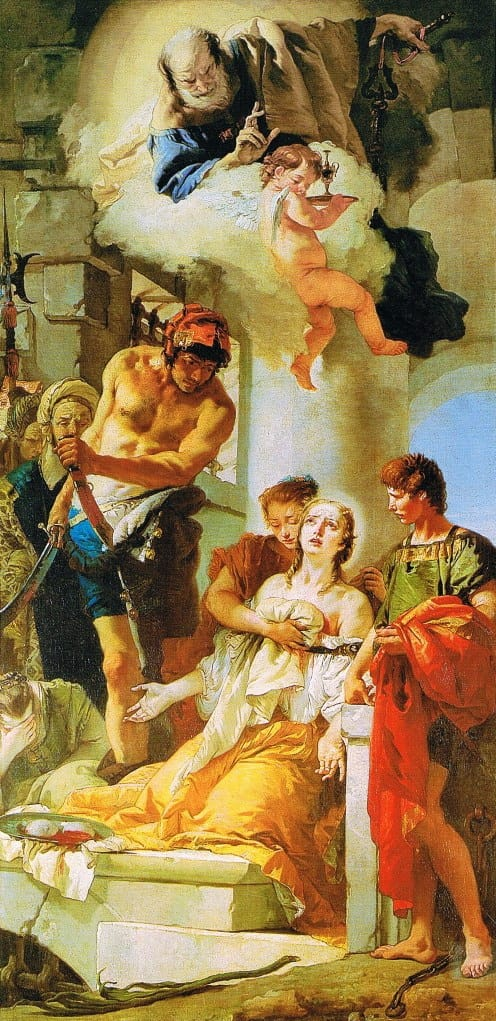
Martyre de sainte Agathe, basilique Saint-Antoine de Padoue.

En 1734, il travaille à la Villa Loschi Zileri, à Monteviale près de Vicence, exécutant à la fresque des figures allégoriques dérivées du traité l'Iconologie de Cesare Ripa, dans l'escalier et dans le hall. La même année, il livre la Pala del Paradiso à l'église de Tous les Saints de Rovetta et déménage pour s'installer à Pasina, près de l'église San Silvestro.
La Madonna del Rosario, une œuvre signée et datée de 1735, est maintenant dans une collection privée à New York, et la Vierge à l'Enfant avec les saints Giacinto et Domenico, à Chicago.
En 1736, son fils Lorenzo naît. La même année, il refuse l'offre de décorer le palais royal de Stockholm, déclarant que la somme d'argent offerte est insuffisante, et exécute la toile avec Jupiter et Danaé, actuellement à Stockholm.
En janvier 1737, il livre le Martyre de sainte Agathe, réalisé pour la basilique Saint-Antoine de Padoue. La même année, il revient à Milan, appelé par le cardinal Benedetto Odescalchi-Erba pour créer trois fresques dans la basilique Saint-Ambroise de Milan. Il envoie trois retables à Udine pour le patriarche et peint le retable perdu pour l'autel Cornaro de l'église San Salvador à Venise.
La même année, il commence également le grandiose cycle de fresques de la nef, du plafond et du chœur avec la Gloire de saint Dominique, dans l'église Sainte-Marie-du-Rosaire de Venise, achevé en 1739 : dans la fresque centrale de la nef, l'Institution du Rosaire, dont Tiepolo fait trois esquisses ; au-dessus de quinze marches, symbole des mystères respectifs du rosaire, saint Dominique distribue aux fidèles, dont le doge en fonction Alvise Pisani et le patriarche Francesco Antonio Correr, le chapelet que la Vierge lui avait donné dans une vision ; les figures qui tombent de l'escalier sont une allusion au rôle joué par le saint contre l'hérésie.
En 1739, il peint le Martyre de saint Sébastien pour l'église conventuelle de Diessen. Au cours de ces années, il peint les trois grandes toiles avec des Scènes de la Passion du Christ pour l'église Sant'Alvise à Venise. Dans ces œuvres, le ton dramatique est plus fort et l'on perçoit l'influence du Tintoret et du Titien des dernières années, mais aussi des gravures de Rembrandt, notamment dans les hommes barbus qui apparaissent dans la Montée au Golgotha ; ces toiles, commencées vers 1737, sont livrées en 1740.

### Palazzo Clerici et œuvres pour Francesco Algarotti (1740-1745)

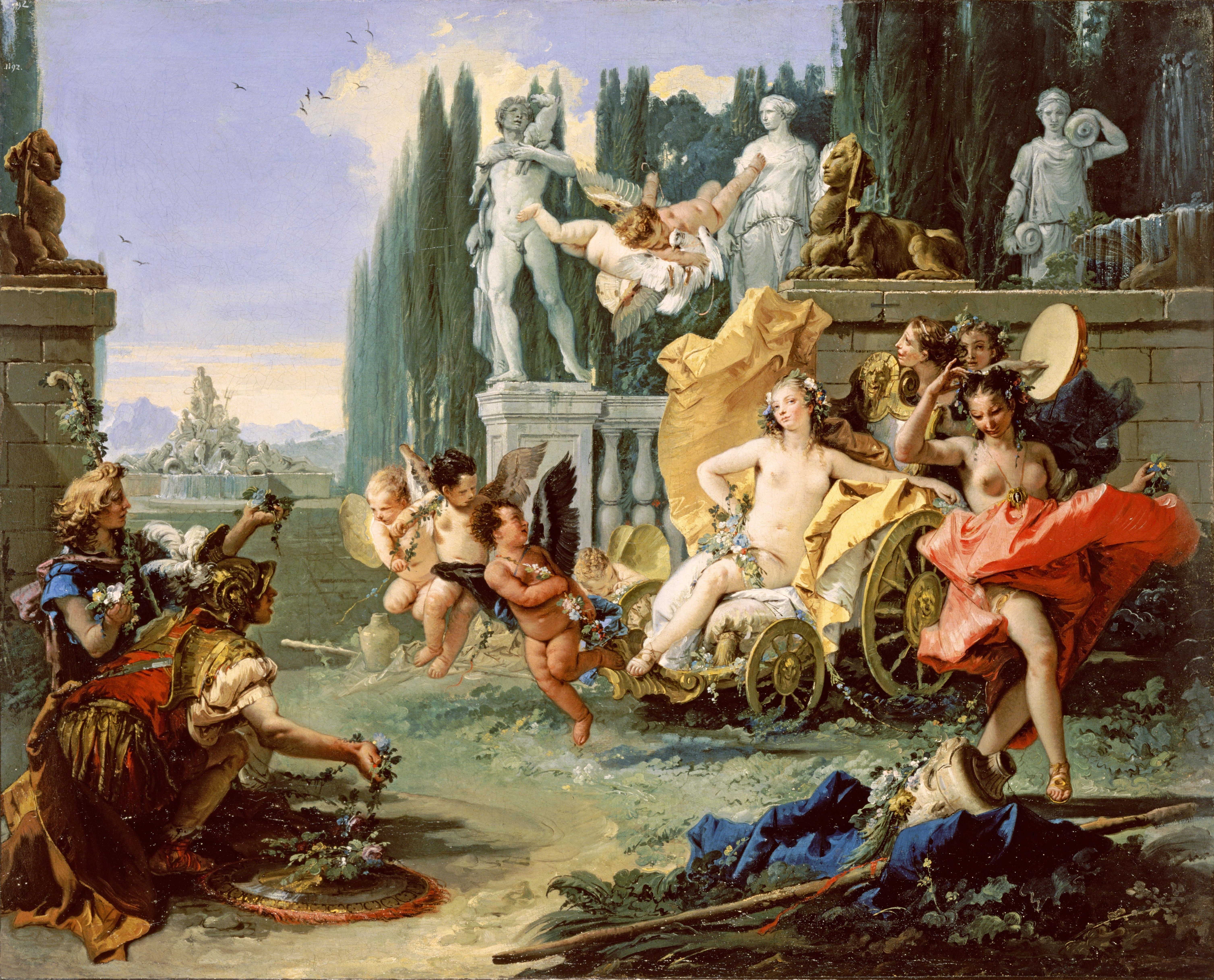
Triomphe de Flore, Musées des beaux-arts de San Francisco.

En 1740, il envoie le retable avec l' Apparizione della Vergine a san Filippo Neri à Camerino. Vers 1740, il collabore à la gravure de la série d'estampes de Giuliano Giampiccoli de vues de paysage d'après Marco Ricci (36 paysages avec deux frontispices) publiée vers 1740 et rééditée avec des ajouts en 1775, par Teodoro Viero (48 paysages et 4 frontispices). La série complète des 36 paysages est conservée au British Museum.
La même année, il revient à Milan. Il peint à fresque la voûte de la galerie du Palazzo Clerici avec la scénographie de la Course du chariot du soleil avec, au centre, le char d'Apollon tiré par quatre chevaux, et entassée sur la corniche, une multitude de groupes et de figures de divinités. La fresque est probablement réalisée à l'occasion du mariage entre le client Anton Giorgio Clerici et Fulvia Visconti, prévu pour 1741. Entre 1741 et 1742 pour la basilique Saint-Laurent martyr à Verolanuova, il peint sur place les grandes toiles avec la Chute de la manne et le Sacrifice de Melchisédek.
De retour à Venise en 1743, il est engagé au Palazzo Pisani pour exécuter l' Apothéose de Vettor Pisani : l'amiral, vainqueur de la Guerre de Chioggia contre les Génois, est accompagné sur le mont Olympe par Vénus pour être présenté à Jupiter et Mars, Neptune assiste à la scène. Cette commande considérable l'oblige à reporter de quelques mois la livraison du Portrait d'Antonio Riccobono pour l'Accademia dei Concordi de Rovigo.

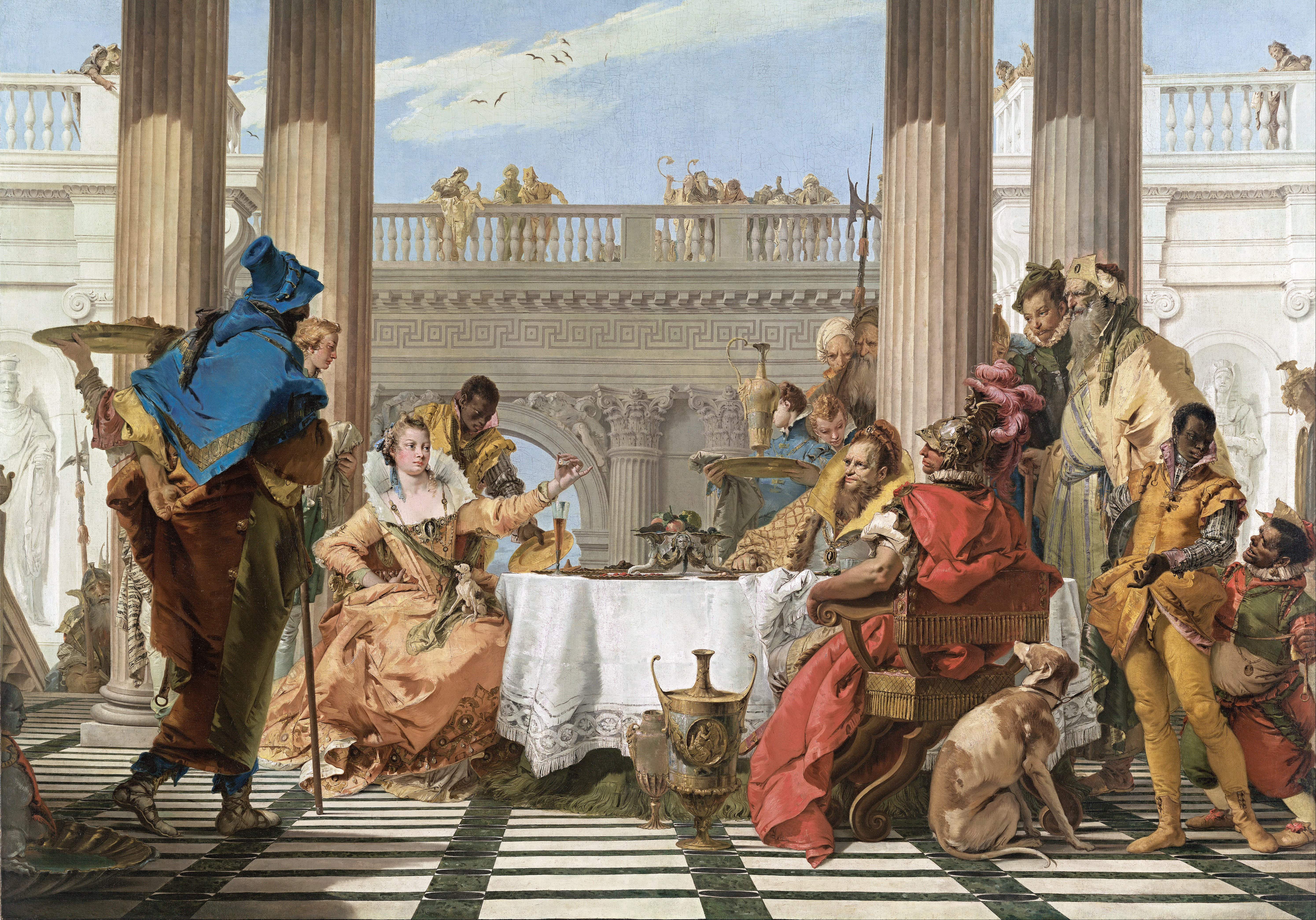
Le Banquet de Cléopâtre (1743), Melbourne, National Gallery of Victoria.

En 1743, Francesco Algarotti arrive à Venise pour acheter des tableaux, au nom du roi de Saxe Auguste III, et les emmener à Dresde. Tiepolo, qui est devenu son ami, le conseille, avec d'autres peintres vénitiens, dans l'achat des œuvres des maîtres anciens. Sur commande d'Algarotti, il peint également quelques toiles, dont le Triomphe de Flore et Mécène présente les Arts à Auguste, envoyé au comte Brül en 1744, et le Banquet d'Antoine et Cléopâtre, qui se trouve maintenant à la National Gallery of Victoria de Melbourne. Ce dernier est décrit par Algarotti comme « un beau champ d'architecture, l'aéré du site, la bizarrerie des vêtements, les beaux contrastes dans l'emplacement des couleurs locales, une franchise et une légèreté indicibles du pinceau en font une chose vraiment paolesque».
Toujours en 1743, a lieu la première publication des Vari Capricci, un recueil de dix gravures. Le deuxième recueil de vingt-quatre gravures date probablement de la même période, publié à titre posthume par son fils Giandomenico en 1775 ou 1778, auquel Giandomenico lui-même a donné le titre Scherzi di Fantasia (Farces de Fantaisie).
Entre 1743 et 1744, il travaille à la décoration de la Villa Cordellina à Montecchio Maggiore. Dans la voûte de la salle, il peint le Triomphe de la Vertu et de la Noblesse sur l'Ignorance, entouré de six figures allégoriques monochromes, et sur les murs, la Famille de Darius devant Alexandre et la Continence de Scipion.
Entre 1744 et 1745, pour le Palazzo Barbarigo alla Maddalena à Venise, en collaboration avec Mengozzi Colonna, il réalise des fresques et des toiles, dont le plafond avec La Vertu et la Noblesse conquérant l'Ignorance. Les deux séries de toiles avec des scènes de La Jérusalem délivrée : les quatre toiles, destinées à un palais vénitien non spécifié, maintenant à Chicago, et les quatre allongées pour le nouveau boudoir au deuxième étage noble du bâtiment d'angle à San Polo, maintenant à la National Gallery de Londres, datent de cette période. Pour le même boudoir, il peint également quatre médaillons monochromes dorés (deux sont au Rijksmuseum Amsterdam, un au Metropolitan Museum of Art et un perdu) et le plafond (maintenant à la Galerie nationale d'Australie). Toujours dans ce bâtiment, il peint à fresque les plafonds de quelques pièces (deux déchirées et remontées sur toile sont au musée Jacquemart-André à Paris). Les trois dessus de portes avec des satyres remontent également probablement à ces années, deux maintenant à Pasadena à la Norton Simon Museum et un à la Galerie nationale d'Art ancien (Rome). Entre avril et novembre, il peint à fresque la voûte de la nef de l'église Santa Maria di Nazareth de Venise avec le Transport de la Sainte Maison de Lorette, détruite en 1915 lors d'un raid aérien pendant la Première Guerre mondiale ; les deux esquisses préparatoires de Tiepolo et quelques fragments des pendentifs subsistent, ainsi qu'un tableau de Mariano Fortuny y Madrazo et un dessin d'Olivier Maceratesi. En septembre de la même année, il livre le retable avec le Martyre de saint Jean, évêque de Bergame à la cathédrale de Bergame.
Entre 1744 et 1749, il livre les neuf toiles pour le plafond de la salle capitulaire de la Scuola Grande dei Carmini à Venise, commandées en 1739. Dans la grande scène centrale de la Vierge en Gloire remettant le scapulaire à saint Simon Stock, la Vierge et l'Enfant sont soutenus par un tourbillon d'anges, les angelots semblent éblouir les bienheureux prosternés vers la représentation des âmes du Purgatoire, tout en recevant d'un ange le scapulaire, source sacrée des indulgences.

### Palais Labia (1746-1749)

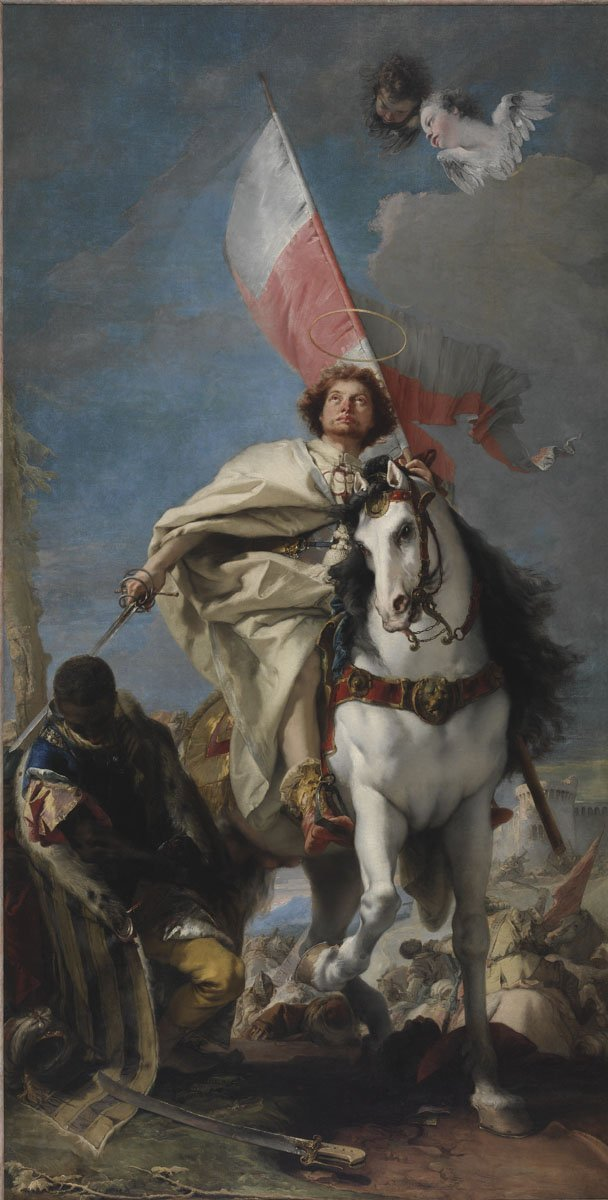
Retable de Saint Jacques le Majeur, 1749.

Entre 1746 et 1747, il crée le complexe décoratif du Palais Labia à Venise assisté pour les encadrements de Gerolamo Mengozzi Colonna, parfaitement intégrés aux épisodes narratifs. Dans la salle de bal, il peint à fresque les Histoires d'Antoine et Cléopâtre avec des personnages somptueusement vêtus dans des poses théâtralement éloquentes : sur les murs les deux scènes principales, Rencontre entre Antoine et Cléopâtre et Banquet d'Antoine et Cléopâtre, et dans la voûte, dans un oculus central, Bellérophon sur Pégase qui volent vers la Gloire et l'Éternité, le tout entouré de figures allégoriques ou mythologiques et de scènes de couleur. Dans la Galerie des Glaces, il peint le Triomphe du Zéphyr et de Flore, une fresque au plafond.
En 1747, Tiepolo s'installe dans la paroisse de l'Église Santa Fosca de Venise, près du pont de Noal.
En 1748, il peint deux plafonds pour le palais Dolfin Manin à Venise, à l'occasion du mariage de Ludovico Manin et Elisabetta Grimani. La même année, il exécute et livre certainement le retable de la Madone avec les saintes Catherine, Rosa da Lima et Agnese da Montepulciano pour l'église Sainte-Marie-du-Rosaire de Venise.
En 1749, il envoie à Ricardo Wal, ambassadeur d'Espagne à Londres, le retable de Saint Jacques le Majeur, aujourd'hui conservé au Musée des Beaux-Arts de Budapest. La même année, il livre enfin le grand compartiment central du plafond à la Scuola Grande dei Carmini.

### Würzburg (1750-1753)

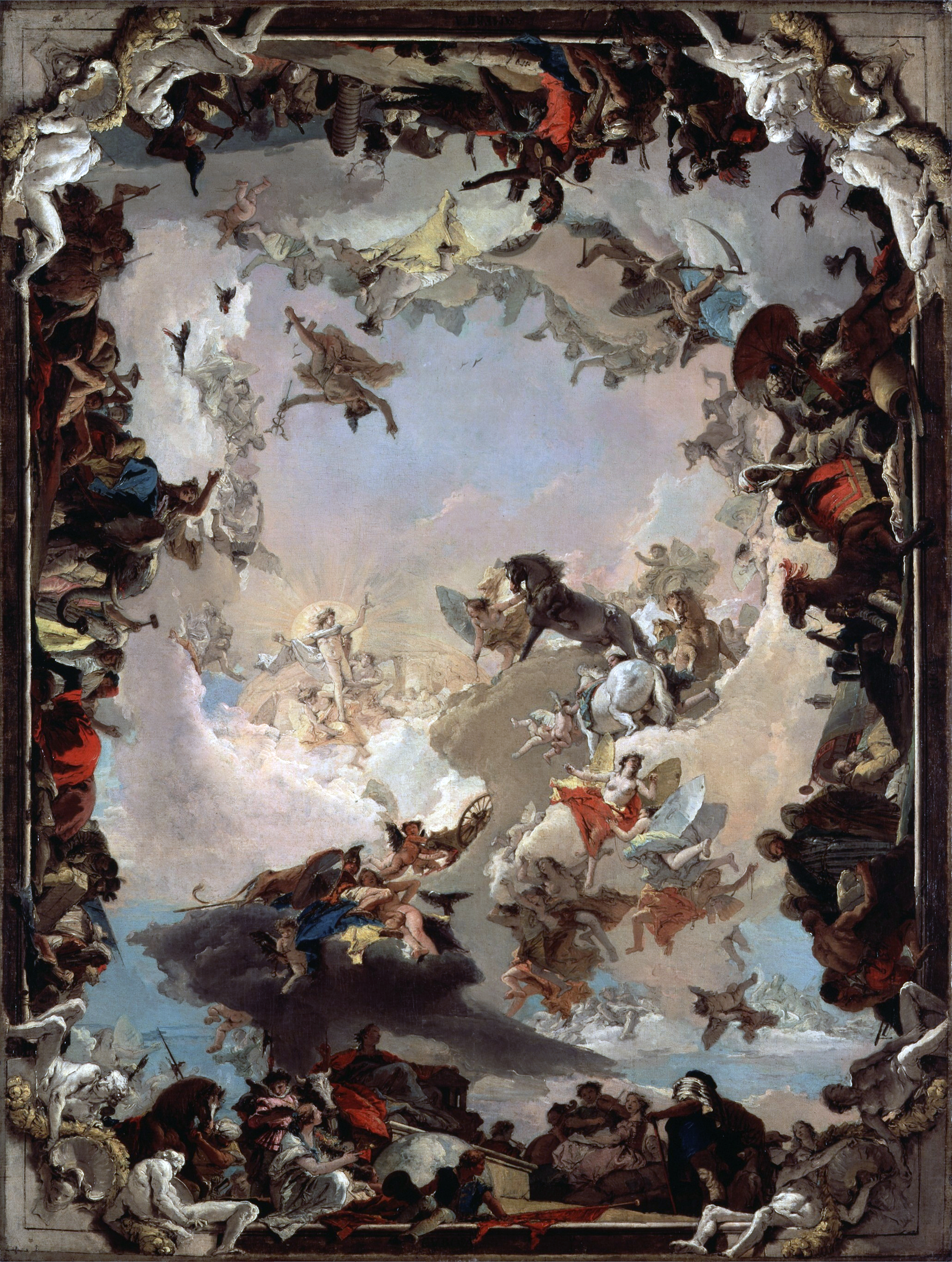
Allégorie des planètes et des continents (1752), New York, Metropolitan Museum of Art.

Le 12 décembre 1750, à l'invitation du prince-évêque Karl Philipp von Greiffenclau zu Vollrads, il part à Wurtzbourg pour décorer sa nouvelle résidence, avec ses fils Giandomenico et Lorenzo. Il y décore le Kaisersaal, alors la salle à manger, d'un programme iconographique lié à l'investiture reçue par Aroldo, premier prince-évêque de Würzburg, par l'empereur Frédéric Barberousse. Sur la voûte, il peint à fresque Apollon menant au génie de la nation germanique Béatrice de Bourgogne, future épouse de Barberousse, avec des figures qui chevauchent de manière illusoire le cadre en stuc, œuvre d'Antonio Giuseppe Bossi ; sur les murs, les scènes sont encadrées par un rideau scénographique travaillé en stuc coloré, avec le mariage de Barberousse et l'investiture de l'évêque Aroldo comme duc de Franconie, signé et daté GIO. TIEPOLO 1752.
Ayant achevé cette salle, il se consacre aussitôt aux retables de la Chute des anges rebelles et de l'Assomption destinés à la chapelle de la Résidence pour passer ensuite à la décoration de l'immense plafond de l'escalier monumental de Johann Balthasar Neumann avec une Allégorie des planètes et des continents, terminé en novembre 1753 qui montre Apollon, dans sa course quotidienne avec les dieux symbolisant les planètes ; les figures allégoriques sur la corniche représentent les quatre continents, dont l'Amérique. Il avait déjà exploité ce thème dans le salon des Baglioni à Padoue en 1720 et dans celui des Clerici à Milan en 1740. L'espace de la vision est conçu comme inexorablement distant et le monde de la représentation est ainsi fictif, illusoire, contrairement à ce qui se passait dans l'esthétique baroque, où l'espace, même infini, conservait un certain degré de réalité.

### Retour à Venise et Villa Valmarana (1753-1760)
Quittant Würzburg le 8 novembre 1753, il retourne à Venise où le 8 mai il livre la toile avec l'Apparition de la Vierge à Saint Jean Népomucène à l'église San Polo. En 1754 il commence la décoration de l'église de la Pietà à Venise, créant sur la voûte de la nef la fresque du Couronnement de Marie immaculée.
Il achète une villa à Zignago grâce à la fortune amassée à Wurtzbourg. Il est élu président de l'académie des Ricovrati de Padoue.
En 1757, il réalise la décoration de la Villa Valmarana près de Vicence, décorant dans le bâtiment principal la salle centrale appelée Iphigenia (Iphigénie) et les quatre salles attenantes appelées Sala dell'Iliad (salle de l'Iliade), la Gerusalemme liberata, (la Jérusalem libérée), l' Énéide et l'Orlando furioso. Le programme iconographique est probablement suggéré par la passion du client Giustino Valmarana, décédé en 1757, pour l'épopée classique et l'épopée chevaleresque. Dans le Sacrifice d'Iphigénie, la source est identifiable à l'Iphigénie en Tauride (Euripide), sujet repris de diverses manières dans l'œuvre : alors que le prêtre s'apprête à enfoncer le couteau dans la chair de la pauvre victime, Diane fait apparaître un faon pour remplacer Iphigénie sur l'autel ; à la stupéfaction de tous, le seul qui ne s'aperçoive de rien est Agamemnon car, anéanti par la douleur, il se couvre le visage de son manteau. Dans cette salle, la cloison architecturale de Mengozzi Colonna sert de support au cadre réel, créant l'illusion d'une continuité entre l'espace peint et l'espace réel. Au plafond, Tiepolo peint Diane et Éole, avec la déesse prise en flagrant délit de commander l'apparition du faon pour bouleverser le sacrifice, et Éole qui peut faire souffler à nouveau les vents.
Dans la Sala dell'Iliad, il structure la fresque avec Minerve empêchant Achille de tuer Agamemnon afin que les trois personnages principaux soient comme sur une avant-scène, pour placer la foule de guerriers en arrière-plan comme s'il s'agissait d'un chœur théâtral. Dans les salles Orlando Furioso et de Gerusalemme Liberata, il traite la narration de manière plus épisodique avec des fresques, principalement thématiques, avec un ton plus intime et sentimental, enfermées dans des cadres de style Rococo, peut-être dû à l'influence de son fils Giandomenico. Dans la maison d'hôtes, il peint à fresque la Sala dell'Olimpo (salle de l'Olympe) et peut-être aussi celle du Carnaval, confiant les autres à la main de Giandomenico.
Toujours pour la même famille Valmarana, il exécute également la décoration perdue du Palazzo Trento Valmarana. Dans la même période, et toujours dans la région de Vicence, il peint le retable de l' Apothéose de San Gaetano Thiene pour l'église de Rampazzo sur commande de la famille Thiene.
De retour à Venise, il travaille au Ca' Rezzonico, décorant à fresque les deux plafonds avec Joie nuptiale et La Noblesse et la Vertu accompagnant le Mérite vers le temple de la Gloire à l'occasion du mariage entre Ludovico Rezzonico et Faustine Savorgnan.

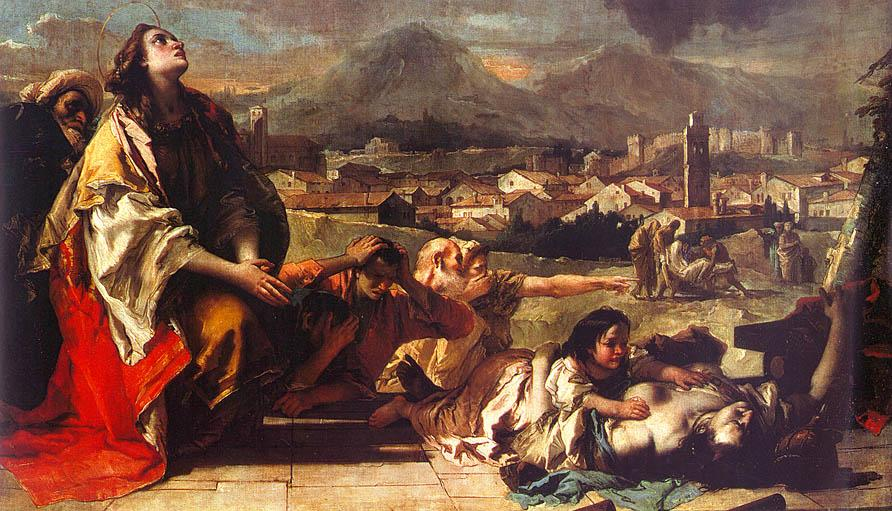
Sainte Tecla libère la ville d'Este de la peste, détail, Este, Duomo.

Le 30 septembre 1759, il livre le retable Saint Silvestre baptise l'empereur Constantin pour le maître-autel de l'église San Silvestro à Folzano (un hameau de Brescia) et le 24 décembre celui de la cathédrale d'Este avec Sainte Tecla libère Este de la peste. A Udine, la même année, avec son fils Giandomenico, il peint les fresques de l'Oratoire de la Pureté.
En 1760, il exécute le Triomphe d'Hercule pour le Palazzo Canossa de Vérone, qui sera gravement endommagé pendant la Seconde Guerre mondiale ; la même année, il reçoit la commande de la fresque de l'Apothéose de la famille Pisani pour la salle de la Villa Pisani (Stra). Dans ce grand ouvrage, le dernier de Tiepolo en Italie, ce ne sont pas les fondateurs ou les personnalités illustres de la famille, fait particulier, qui sont exaltés, mais les membres eux-mêmes vivant à cette époque. Dans la même période, il réalise également le retable du Miracle de Saint Antoine pour la cathédrale San Michele Arcangelo à Mirano.

### Fin de vie en Espagne (1762-1770)

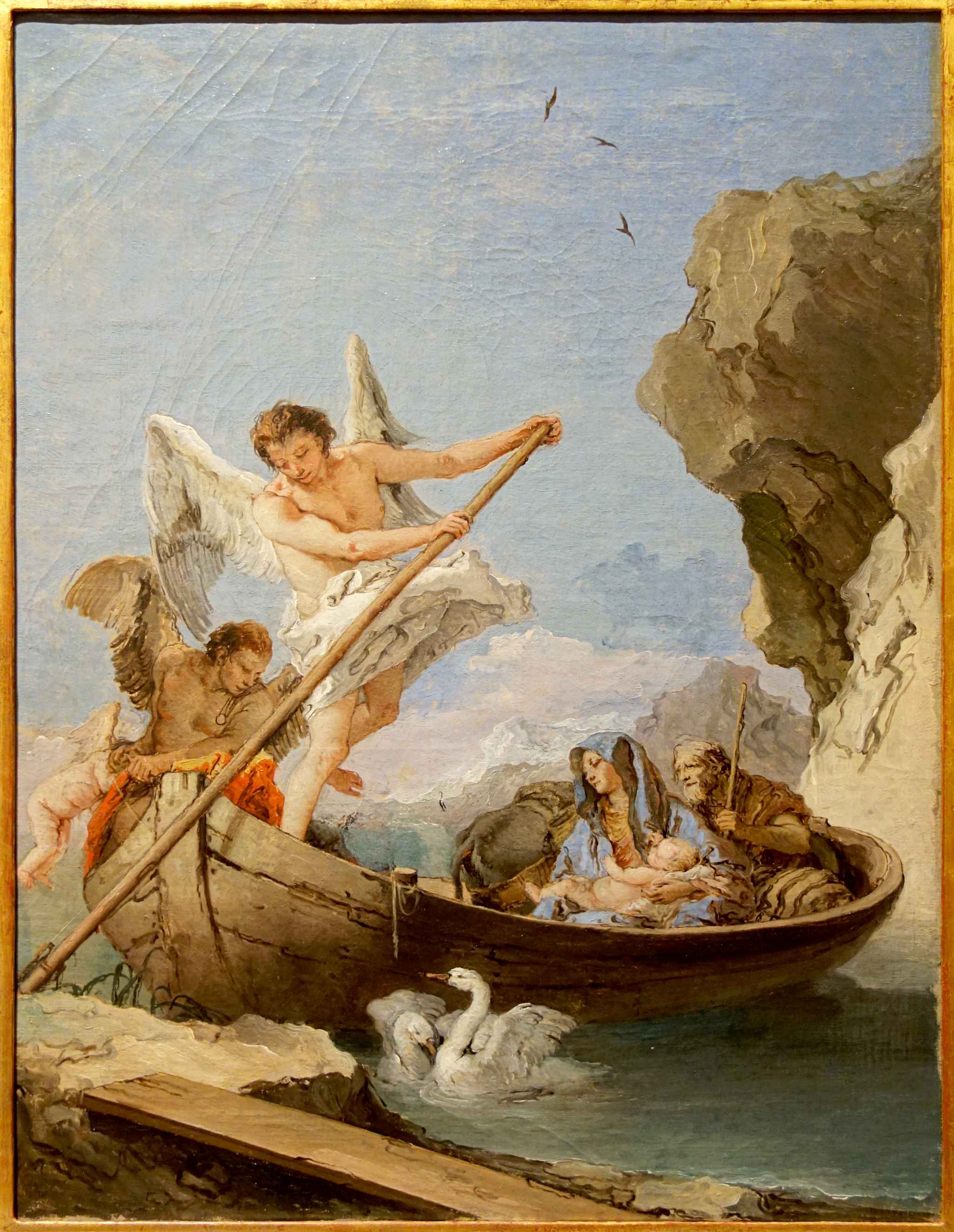
La fuite en Egypte.

Tiepolo est réputé localement, mais aussi à l'étranger, comme en Russie ou en Angleterre. En 1761, Charles III (roi d'Espagne) le commissionne pour une fresque de plafond de L'Apothéose de l'Espagne pour le palais royal de Madrid. Le peintre, parti avec ses fils Lorenzo et Giandomenico le 31 mars 1762, arrive à Madrid le 4 juin et s'installe sur la Plaza San Martín, ce qui provoque la jalousie et l'opposition de Anton Raphael Mengs. Il y restera jusqu'à sa mort. Giambattista a accepté le poste et le voyage à contrecœur, il a fallu l'intervention de la diplomatie espagnole, notamment à Venise, pour arriver à le convaincre : après un premier signe de disponibilité au comte Felice Cazzola, l'un des représentants de Charles III à Venise, lors d’une rencontre informelle au Palazzo Canossa de Vérone, Tiepolo a reçu une lettre officielle avec un texte original en castillan et une traduction italienne, en plus de la carte du lieu à peindre. Cependant il tergiverse : il veut tranquillement finir les engagements pour les Canossa et les Pisans. L’esprit absolutiste de la monarchie espagnole exige des réponses rapides et certaines : le marquis de Squillace, secrétaire d’État, convoque Sebastiano Foscarini, l’ambassadeur vénitien à Madrid. Une fois cette nouvelle parvenue à Venise, Tiepolo est convoqué d’urgence par les inquisiteurs de l’État qui l’obligent à partir.
Il emporte avec lui le croquis du vaste plafond de la salle du trône, préparé le mois précèdent, dont le thème lui avait été donné l'année précédente par le comte Felice Cazzola, avec toutes les indications nécessaires. C'est le seul ouvrage pour lequel il est sollicité. La fresque est achevée en 1764, sans trop s'écarter du projet et avec l'aide de ses enfants qui savent se fondre dans le style paternel. Le résultat est une anthologie de tous les thèmes officiellement chers à la couronne espagnole : autour, figurent les quatre continents, parmi lesquels se distinguent les colonies américaines avec la caravelle de Christophe Colomb ; en bas, les mythes de l'antiquité et de la religion catholique (pour laquelle il compare les vertus théologales aux allégories usitées des vertus païennes (ou civiles)) ; vers le centre, le trône d'Espagne entre les statues de Minerve (Hercule dans l'esquisse) et d'Apollon ; dans un coin, deux colonnes, une référence claire aux colonnes d'Hercule et à la devise Plus ultra que Charles Quint s'était donnée pour souligner la puissance maritime.
Le roi, satisfait du résultat, commande deux autres fresques de plafond :  L'apothéose d'Énée dans la salle des hallebardiers et l’Apothéose de la monarchie espagnole dans l'antichambre de la reine, achevée en 1766. Le premier des tableaux (on ne sait pas dans quel ordre ils ont été réalisés : une esquisse préparatoire a été préparée pour les deux) est maintenant considéré comme le moins réussi : dans la représentation mouvementée composée en spirale, Vulcain forge les armes au en bas, puis Énée, avec son groupe, monte vers sa mère Vénus qui est au centre entourée des Grâces, et du côté opposé, au sommet des nuages, apparaît Mercure. L’Apothéose de la monarchie espagnole est considérée comme la meilleure de toutes les fresques de Tiepolo dans le palais et est aussi la plus petite : en bas à gauche, sous un Neptune portant les dons de la mer, un Hercule musclé semble vouloir déchirer une de ses colonnes pour ouvrir l'espace de l'océan à l'Espagne ; à droite, Mars et Vénus discutent ensemble sous une tour fortifiée, peut-être symbole de la puissance espagnole ; vers le centre se trouve le groupe de la monarchie supervisé par Apollon, avec Mercure descendant en vol portant la couronne ; presque caché au-dessus du tout, Jupiter domine.
En janvier 1767, Giambattista lui-même propose de faire quelques retables pour l'église du couvent San Pasquale Baylon à Aranjuez, alors en construction (la chose curieuse est qu'il doit aussi montrer qu'il est un bon peintre sur toile). Deux mois plus tard, le roi l'envoie dire qu'il ne déciderait qu'après avoir vu les croquis, que Tiepolo peut envoyer bientôt (il est découragé d'essayer de les présenter lui-même). Lorsque le peintre communique que les toiles sont prêtes, il doit également chercher des informations sur ce qu'il faut faire puisque l'église n'est pas encore terminée. Il demande également des signes d'approbation au père Joaquín de Eleta, confesseur de Charles III et surintendant des travaux, qui ne lui répond pas. Ce n'est que plus tard, avec la médiation de Miguel de Mizquiz, devenu ministre des Finances, qu'il reçoit en réponse la nouvelle que le roi lui a confié une nouvelle tâche : la décoration du dôme du palais royal de la Granja de San Ildefonso. Cependant, les toiles doivent rester dans l'atelier des Tiepolos jusqu'en mai 1770, date à laquelle l'église est consacrée ; Giambattista est décédé depuis plus d'un mois. L'ensemble se compose de sept toiles : pour le maître-autel la Vision de San Pasquale (aujourd'hui divisée en deux fragments au musée du Prado) ; pour les deux chapelles absidales latérales à gauche l'Immaculée Conception et à droite Saint François reçoit les stigmates (aujourd'hui toutes deux au musée du Prado) ; dans les deux autels de chaque côté de la nef, vers le chœur à gauche Saint-Joseph avec l'Enfant (aujourd'hui réduit en trois fragments répartis entre le Detroit Institute of Arts, le musée du Prado et la Courtauld Gallery) et devant Saint Charles Borromée médite sur le Crucifix (aujourd'hui, drastiquement réduit, au Cincinnati Art Museum ; cette toile unique n'a jamais été installée car la dédicace de l'autel avait changé) ; les retables des deux derniers autels étaient prévus ovales avec Saint Pierre d'Alcantara à gauche (maintenant au Palais Royal de Madrid) et Saint Antoine de Padoue avec l'Enfant Jésus à droite (maintenant au musée du Prado). Seuls les croquis des deux ovales ne nous sont pas parvenus. Toutes les retables évitent la présence de figures humaines en plus de celle du saint (uniquement dans celle de saint Antoine, avec une solution par ailleurs originale : un moine voit le miracle depuis une porte) dans des espaces raréfiés avec pour résultat un mysticisme accentué. Dès novembre 1770, Charles III décide de remplacer toutes les toiles par des œuvres d'Anton Raphael Mengs et de ses élèves Francisco Bayeu et Mariano Salvador Maella qui sont placées entre 1772 et 1775,.
Fin 1769, face à la nouvelle affectation royale de la Granja, Tiepolo réussit à préparer quelques dessins et une esquisse du Triomphe de l'Immaculée Conception (certainement identifiable à celle que possède la Galerie nationale d'Irlande de Dublin), mais c'est déjà l'hiver et il faudrait attendre la prochaine bonne saison pour travailler a fresco, une saison que Giambattista ne verra pas.
Pris par les importantes missions royales prolongées dans le temps par le protocole bureaucratique et par la centralisation des décisions en la personne du roi, Tiepolo n'a pas beaucoup de moyens pour recevoir des commandes privées : seul un petit groupe d'œuvres peut vraisemblablement être daté de l'époque espagnole. C'est le cas de la petite toile Vénus confie Cupidon au Temps, qui peut cependant être rattachée à l'entourage royal et qui est sa dernière œuvre à caractère profane ; ou encore le grand tableau Abraham et les anges au décor résolument classique et, compte tenu de la taille, destiné à un client disposant d'une bonne disponibilité financière. Quelques petites toiles soigneusement traitées, et donc certainement pas des esquisses, peintes pour la dévotion privé, peut-être même par Tiepolo pour lui-même, sont intéressantes : une Déposition, une Annonciation, un autre Abraham et les anges. Outre ces dernières, les critiques ont porté leur attention sur les quatre petites toiles consacrées à la Fuite en Égypte, les considérant, dans la représentation mélancolique de paysages désolés et d'un voyage fatigant, comme le désir manifeste et nostalgique de l'auteur de s'évader et de revenir dans sa maison bien-aimée.
Alors que son grand prestige décline, submergé par la vague de la nouvelle mode néoclassique, Tiepolo meurt subitement à Madrid le 27 mars 1770. Il est enterré dans l'Église de la Madonna dell'Orto à Venise.
Excellent peintre, il a influencé Francisco Goya au travers d'une technique notable qui eut d'ailleurs une grande reconnaissance par la suite : la lumière, « l'éclairage » de parties précises du tableau par des couleurs claires permettant de faire ressortir des impressions ou des idées, comme la pureté ou le divin.
Les thèmes abordés comportent presque toujours une allusion à la mort et à la magie.

## Œuvres

### Avant 1730
- Diane et Actéon 1720-1722, Gallerie dell'Accademia de Venise
- Diane et Callisto 1720-1722, Gallerie dell'Accademia de Venise
- Le Martyre de saint Bartholomée (1722), église San Stae, Venise
- L'Apothéose de sainte Thérèse (1722-24), église Santa Maria di Nazareth, Venise
- La Gloire de saint Dominique (1723), Gallerie dell'Accademia de Venise
- L'Enlèvement d'Europe, (v. 1725), Gallerie dell'Accademia de Venise
- Allégorie du pouvoir de l'Éloquence (v. 1725), Institut Courtauld, Modello pour le Palazzo Sandi, Venise
- Les anges chanteurs (1726), fresque de la chapelle du Saint Sacrement, cathédrale d'Udine
- Fresques (1726), Palais patriarcal, Udine, dont Rachel cachant les idoles
- Le Triomphe de Marius (1729), Metropolitan Museum of Art, New York[27]
- Mucius, Scaevola et Porsenna, (1725-1730 vers), musée Magnin, Dijon

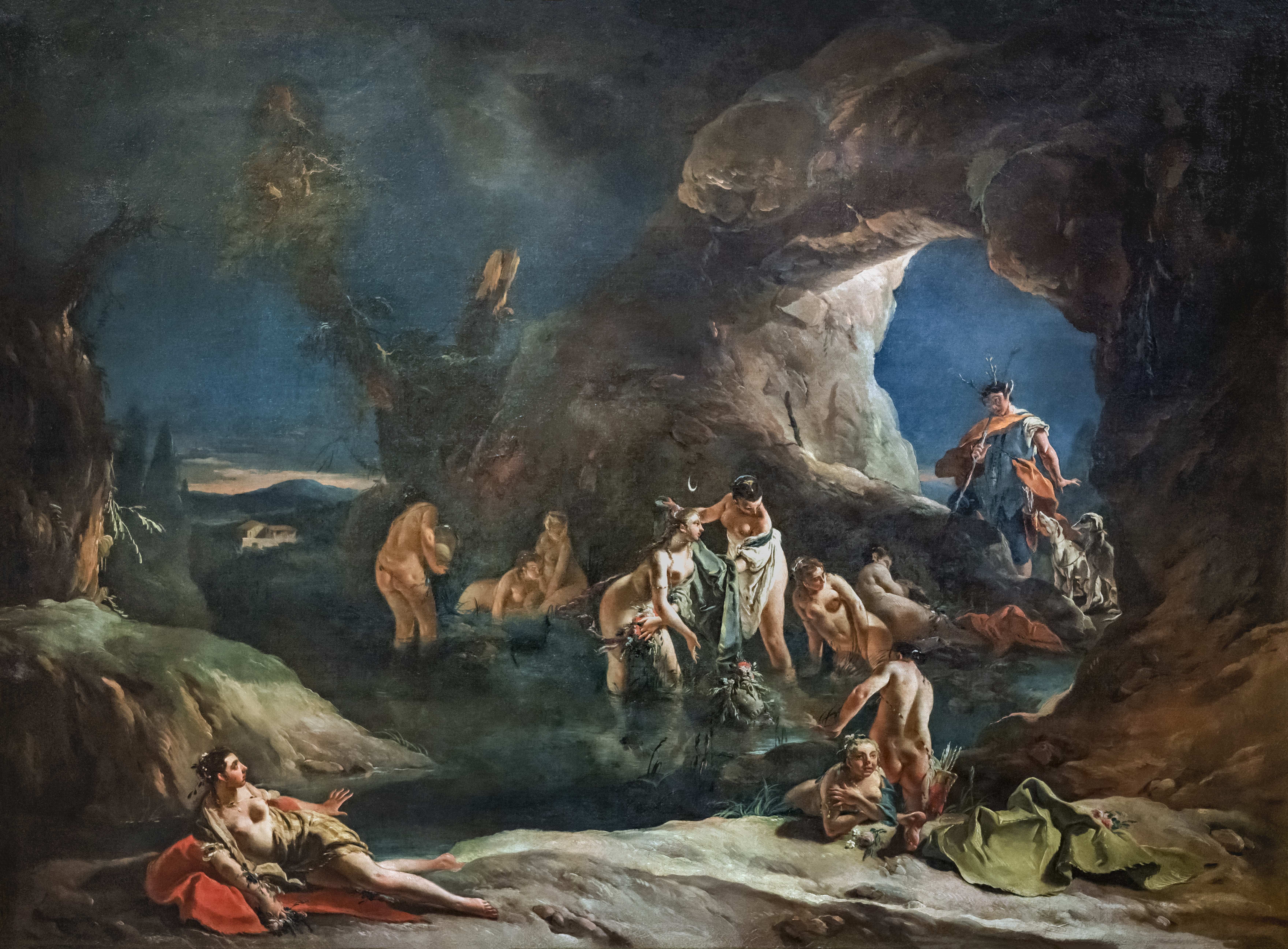
Diane et Actéon 1720-1722, Gallerie dell'Accademia de Venise
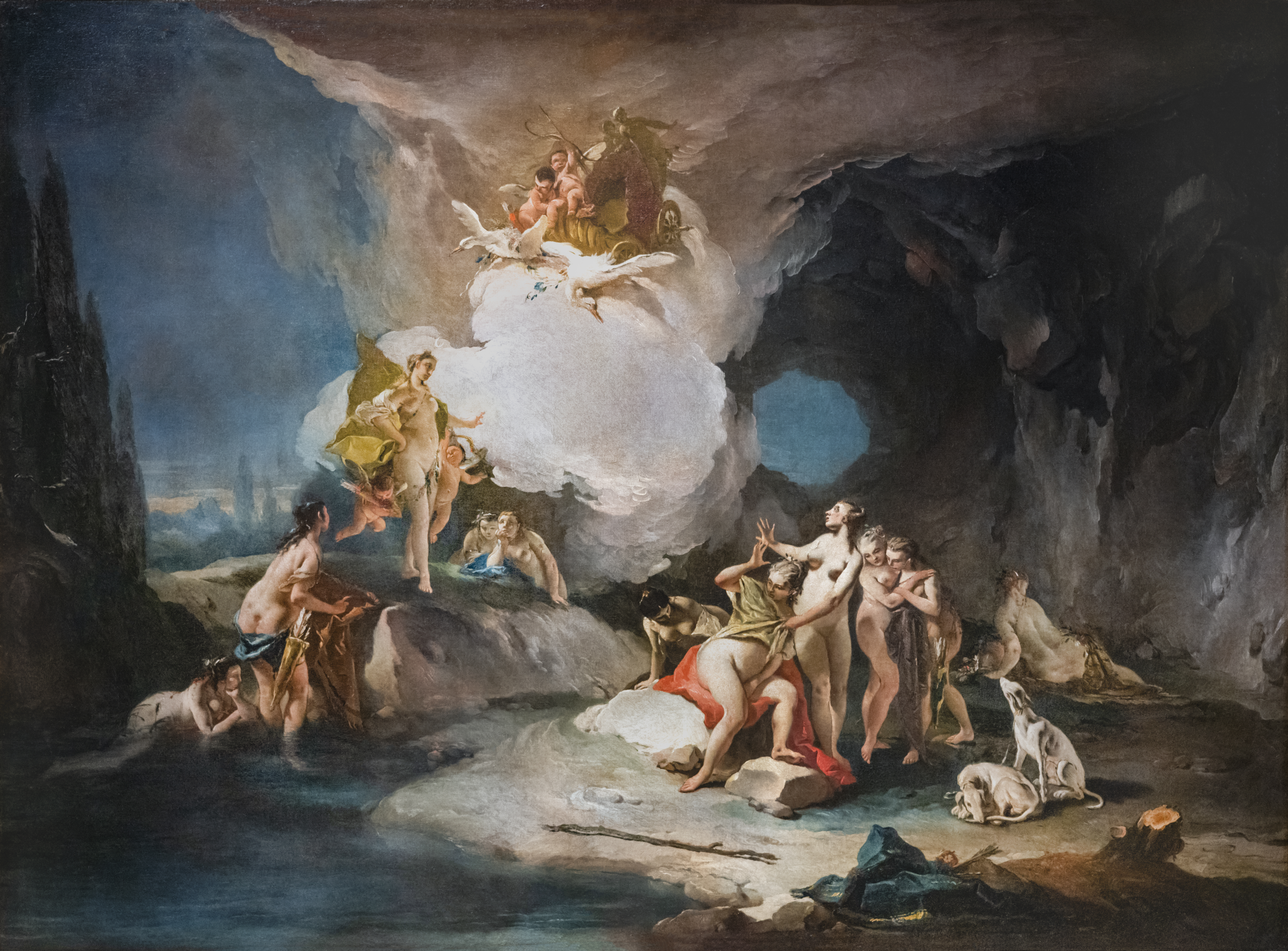
Diane et Callisto 1720-1722, Gallerie dell'Accademia de Venise
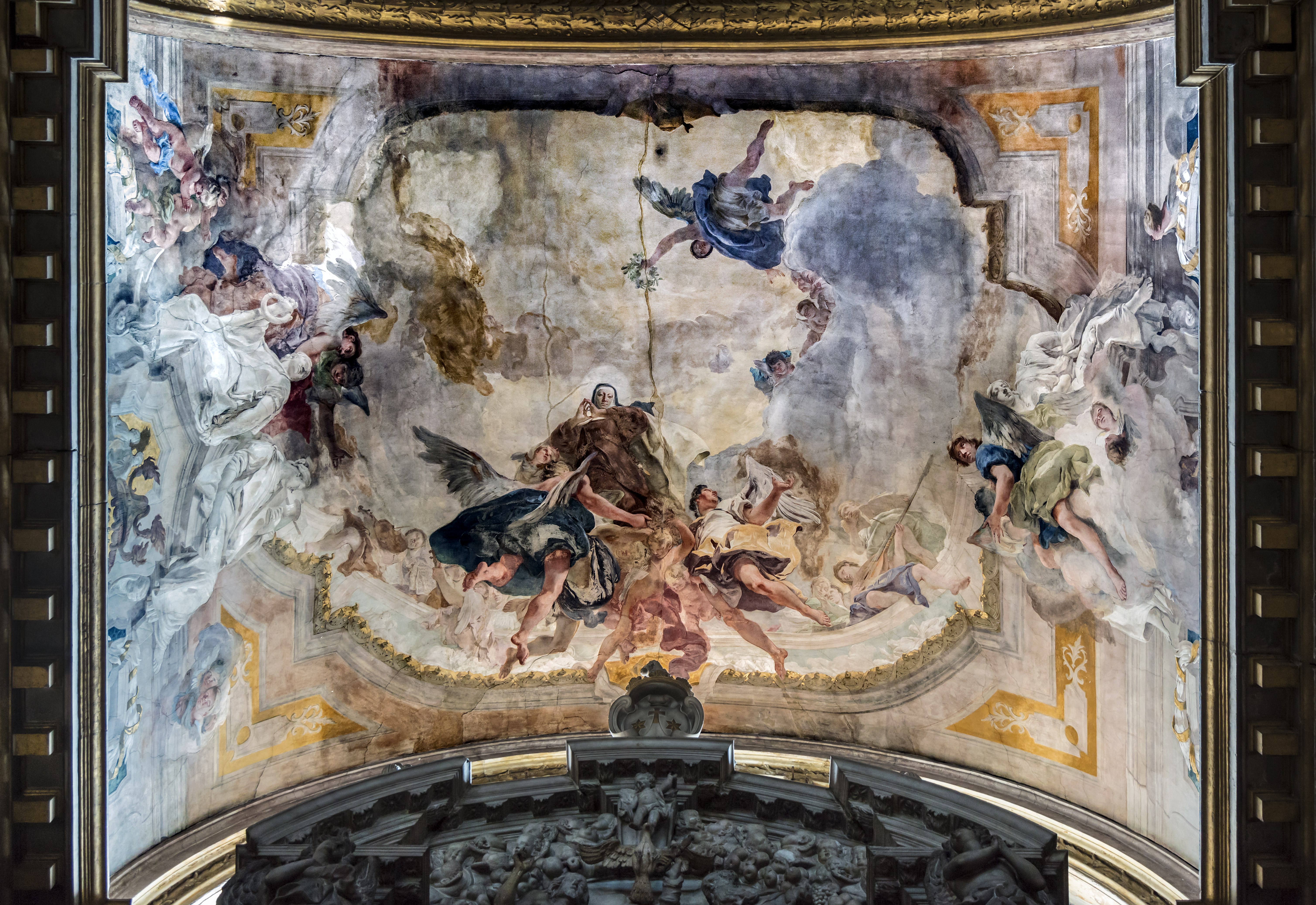
L'Apothéose de sainte Thérèse (1722-24)
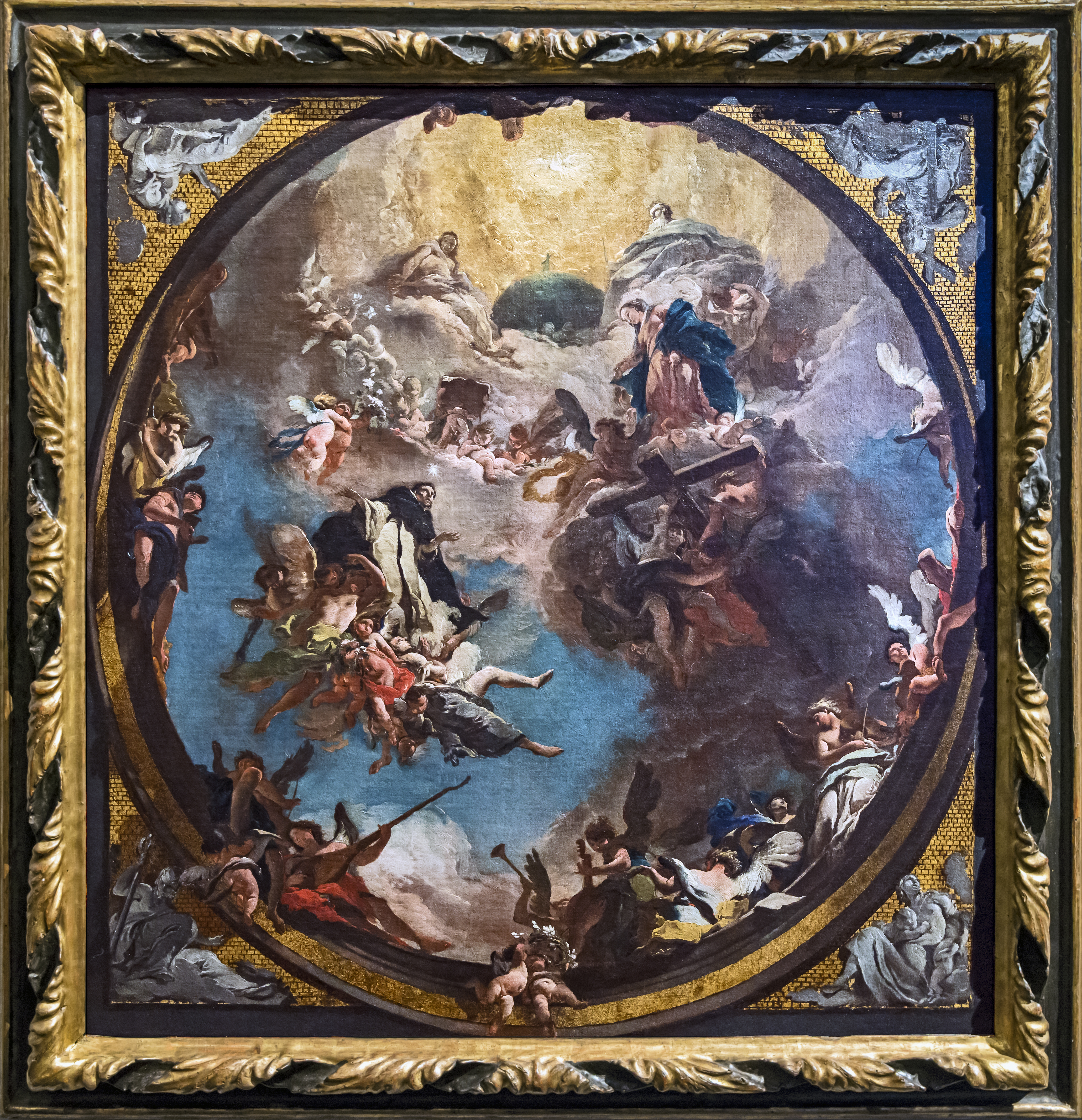
San Domenico in gloria (1723)

### 1730 - 1740
- Persée et Andromède (1730), The Frick Collection, New York
- L'Éducation de la Vierge (1732), S. Maria della Consolazione, Venise
- Ange secourant Hagar (1732), Scuola Grande de San Rocco, Venise
- Prêche de saint Jean-Baptiste (1732-1733), chapelle Colleoni, Bergame
- La Décollation de saint Jean-Baptiste (1732-1733), chapelle Colleoni, Bergame
- Fléau des serpents (1732-1735), Gallerie dell'Accademia de Venise
- Joseph recevant l'anneau de Pharaon (1732-1735), Dulwich Picture Gallery, Londres
- Le Triomphe de Zéphyr et Flore (1734-1735), Museo del Settecento Veneziano, Ca' Rezzonico, Venise
- La Montée au Calvaire (v. 1735), Gemäldegalerie, Berlin
- Jupiter et Danaë (1736), Universitet Konsthistoriska Institutionen, Stockholm
- Le Pape Clément adorant la Trinité (1737-1738), huile sur toile, 488 × 256 cm, Alte Pinakothek, Munich[28]
- L'Institution du Rosaire (1737) Gallerie dell'Accademia de Venise
- Le Rosaire (1737-1739), Santa Maria del Rosario, Venise
- Chemin de croix (1737-1738), Sant'Alvise, Venise
- La Madone du Carmel (1730), pinacothèque de Brera, Milan
- Vierge avec six saints (1737-1740), musée des beaux-arts de Budapest
- La Découverte de Moïse (1730), Galerie nationale d'Écosse, Édimbourg
- Le Martyre de saint Sébastien (1739), deuxième volet droit du retable de l'église Sainte-Marie (en) de Dießen am Ammersee.
- Junon au milieu des nuées, commandée vers 1735, fresque détachée d'une pièce du palais Sagredo à Venise, musée du Louvre, Paris.

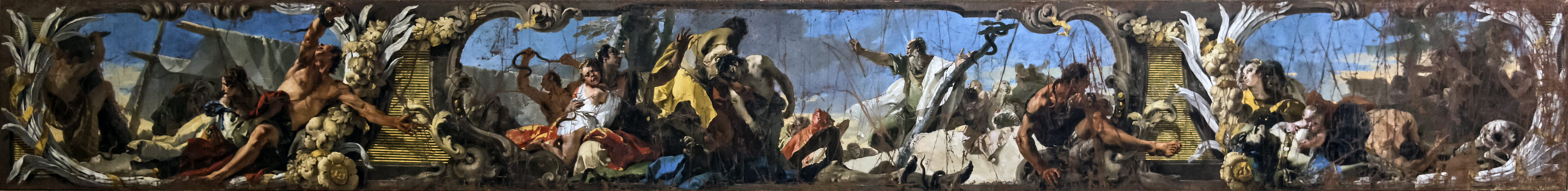
Fléau des serpents

### De 1740 à 1750

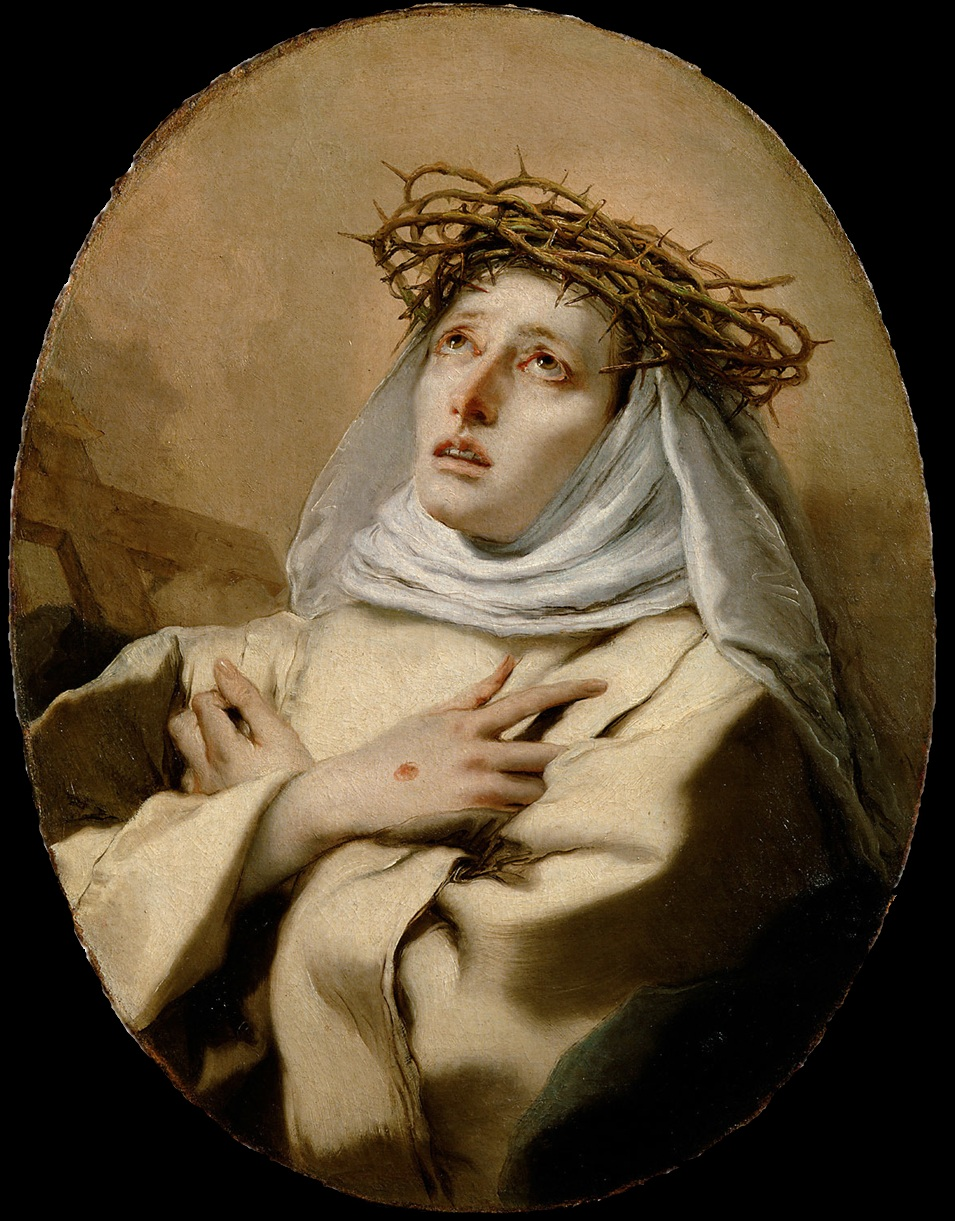
Sainte Catherine de Sienne (1746), musée d'Histoire de l'art de Vienne.

- La Cuisine de Polichinelle (vers 1740-1745), huile sur toile, 1.04 x 1.75 m, Leeds Castle Foundation, Maidstone
- Polichinelle coupable (vers 1740-1745), huile sur toile, 1.62 x 1.64 m, musée du Louvre
- Pénitence, humilité, vérité Scuola Grande dei Carmini (1740-1744)
- La Vierge apparaissant à saint Philippe Neri (1740), Museo Diocesano, Camerino
- Récolte de la manne (1740-1742), église paroissiale de Verolanuova
- Le Sacrifice de Melchizedek (1740-1742), église paroissiale de Verolanuova
- Transport de la Sainte Maison de Lorette (1743) Modèle pour le plafond perdu de l'Église Santa Maria di Nazareth degli Scalzi à Venise lors d'une explosion d’une bombe autrichienne ayant détruit le toit de l'église dans la nuit du 27 octobre, 1915. Une étude est exposée à la Galleria dell'Accademia de Venise, une seconde au Getty Museum de Los Angeles. Il existe par ailleurs une copie du plafond dans sa totalité datant d'avant 1914 peinte à la gouache d’après l’original par Mariano Fortuny, une photographie de 1914 de James Anderson et un dessin de 2020 d’Olivier Maceratesi[29]
- La Vertu et la Noblesse repoussant l'Ignorance dans les airs (1743), Dulwich Picture Gallery (modèle pour Villa Cordellina à Montecchio Maggiore)
- La Vérité dévoilée par le Temps (1743), huile sur toile de 259 cm × 350 cm, Museo Civico Palazzo Chiericati, Vicenza
- Anzia et Abrocome se rencontrent aux Fêtes de Diane (1743-44) Gallerie dell'Accademia de Venise[30]
- Le Banquet de Cléopâtre (1743-1744), National Gallery of Victoria, Melbourne
- La Découverte de Moïse (1745), National Gallery of Victoria, Melbourne
- Adorateurs (1743-1745), Gallerie dell'Accademia de Venise

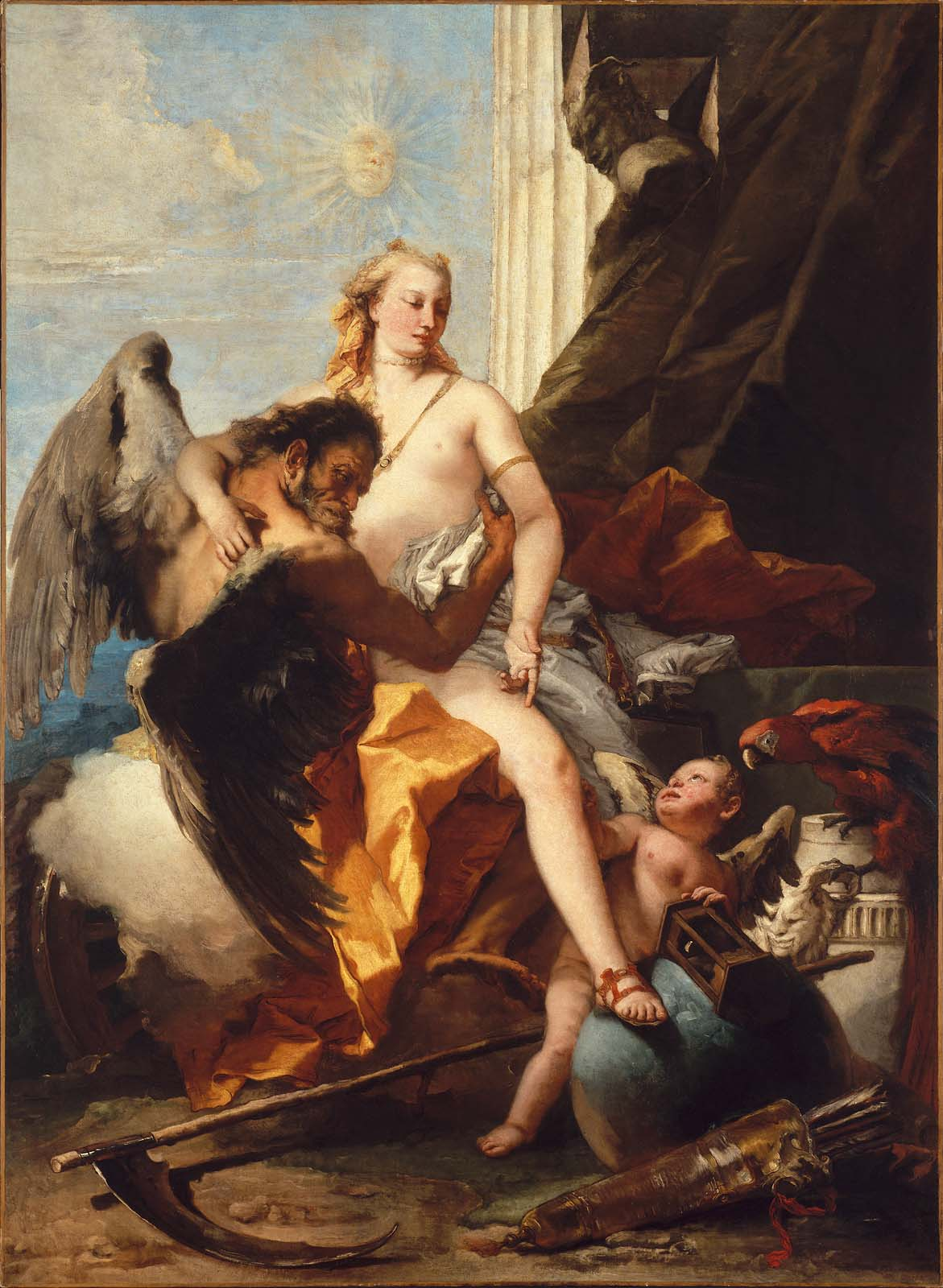
La Vérité dévoilée par le Temps (1743), musée des Beaux-Arts (Boston).

- Allégorie de la Noblesse et la vertu terrassant l'Ignorance   1744 plafond de la Ca' Rezzonico
- Henri III reçu à la Villa Contarini (vers 1745), fresque marouflée sur toile, musée Jacquemart-André, Paris
- Apollon et Daphné (1744-1745), musée du Louvre, Paris
- Découverte de la Vraie Croix (c.1745), Gallerie dell'Accademia de Venise
- Fresques de l'Histoire de Cléopâtre (1746), Palazzo Labia, Venise
- Sainte Catherine de Sienne (1746) Kunsthistorisches Museum Wien
- L'Arrivée de Marc Antoine en Égypte (vers 1747), Metropolitan Museum of Art, New York.
- La Vierge apparaissant aux saints dominicains (1747-1748), Santa Maria del Rosario (Gesuati), Venise
- La Dernière communion de sainte Lucie (1747-1748), Santi Apostoli, Venise
- Saint Jean le Grand vainqueur des Maures (1749-1750), musée des beaux-arts, Budapest

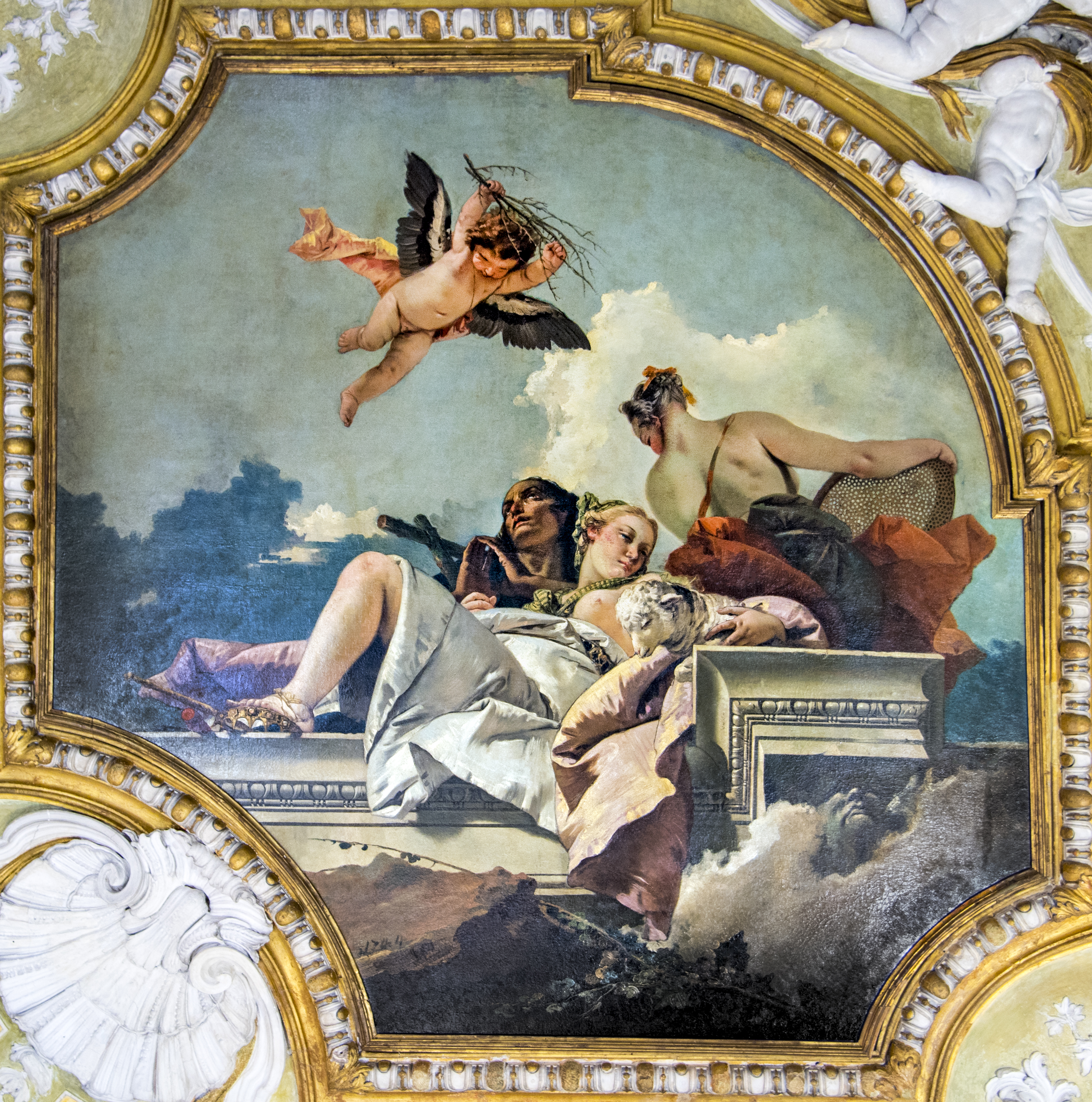
Pénitence, humilité, vérité (1740) Scuola Grande dei Carmini.
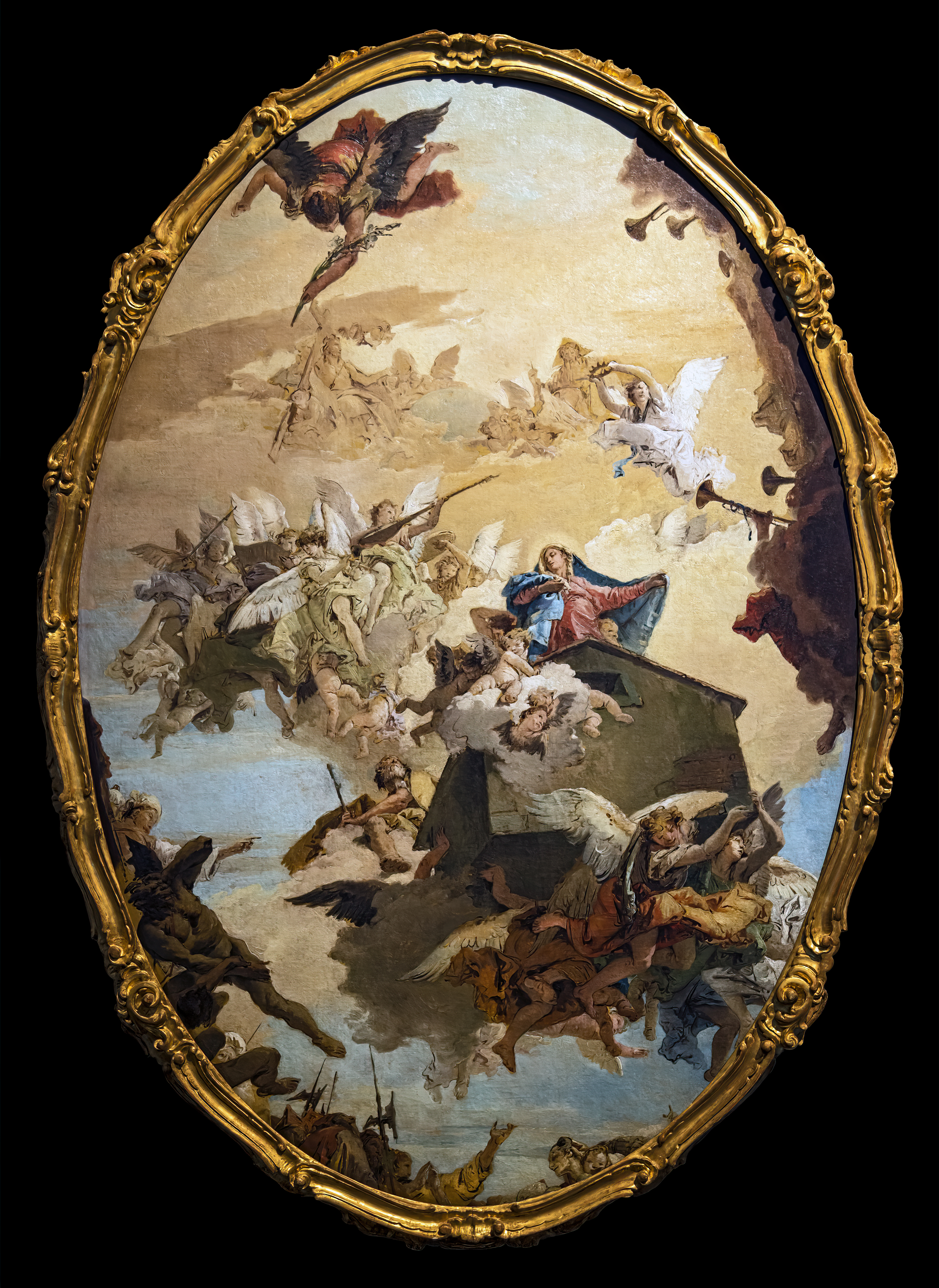
Transport de la Sainte Maison de Lorette (1743).
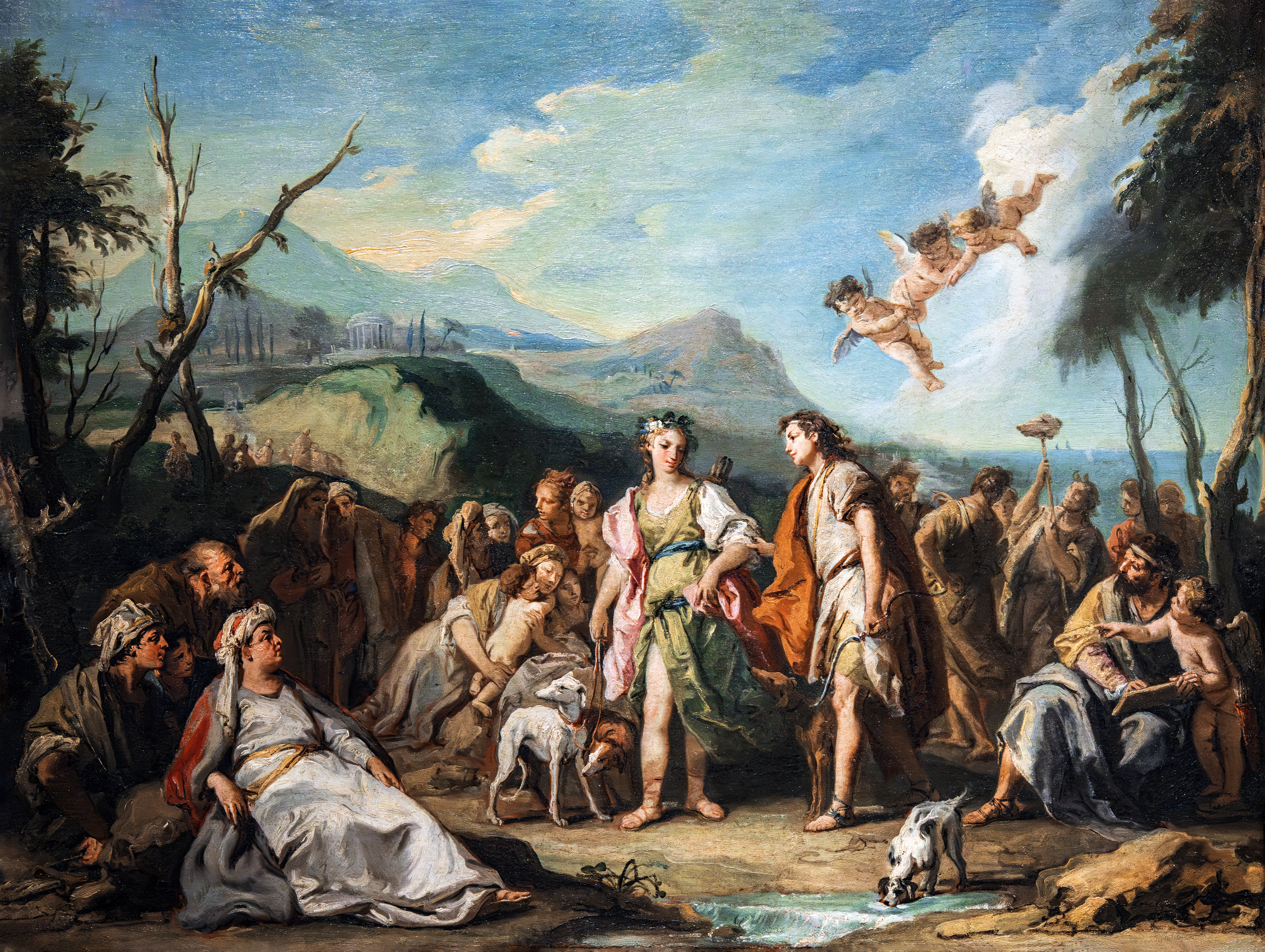
Anzia et Abrocome se rencontrent aux Fêtes de Diane (1743-1744) Gallerie dell'Accademia de Venise.
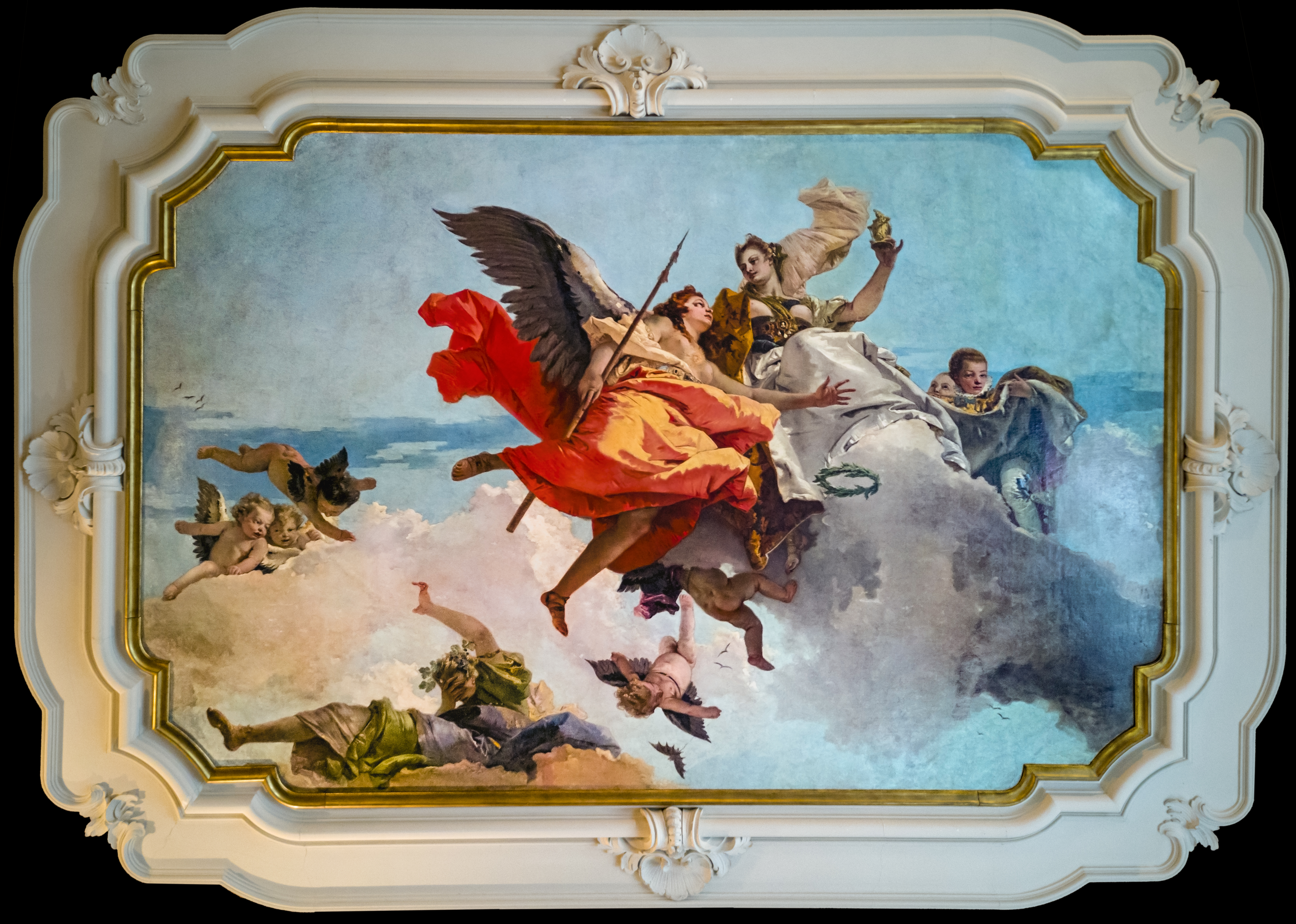
Allégorie de la Noblesse et la vertu terrassant l'Ignorance   1744 plafond de la Ca' Rezzonico.
Apollon et Daphné (1744-1745). (c.1745) Gallerie dell'Accademia de Venise.
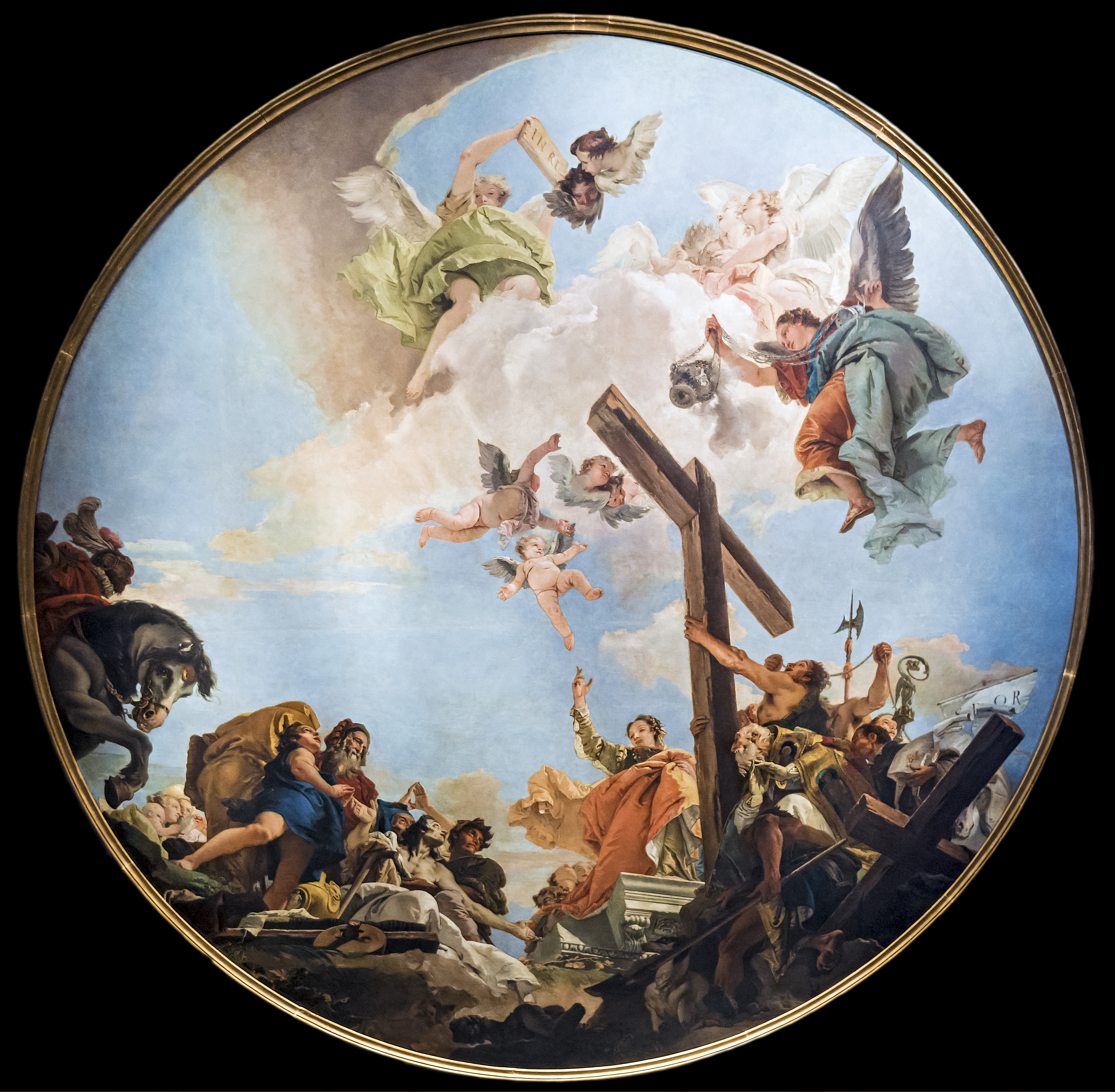
Découverte de la Vraie Croix (c.1745) Gallerie dell'Accademia de Venise.
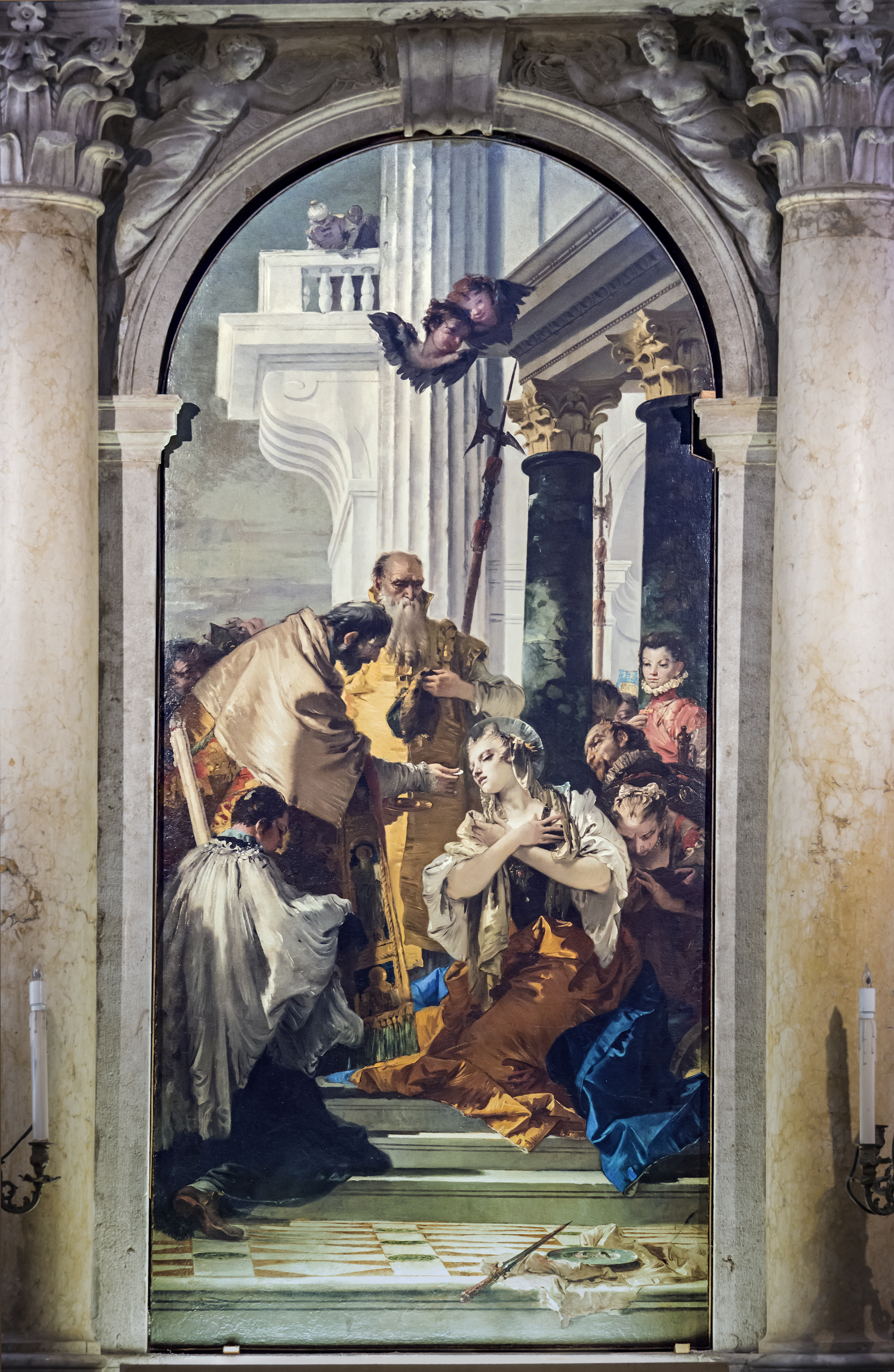
La Dernière communion de sainte Lucie (1747-1748).

### Après 1750

L'Immaculé Conception (1767), Madrid, musée du Prado.

- Fresques (1751-1753), résidence de Wurzbourg en Bavière. Alors que le bâtiment est presque entièrement ravagé par les bombardements de 1945, la fresque monumentale de l'escalier a été épargnée.
- Récolte de la manne (1751), musée national de Serbie, Belgrade
- Allégorie des Planètes et des Continents(1752), Metropolitan Museum of Art, New York
- La Mort de Hyacinthe (1752-1753), Collection Thyssen-Bornemisza, Madrid
- L'Adoration des mages (1753), Alte Pinakothek, Munich
- Le Couronnement de la Vierge (1754), Kimbell Art Museum, Dallas (modello pour l'Ospedale della Pietà)
- L'Entrée du gonfalonnier Piero Soderini à Florence en 1502 (1754), Ambassade de Suisse, Rome[31].
- Allégorie avec Vénus et le Temps (1754-1758), National Gallery, Londres
- Fresques de la mythologie romaine (1757), villa Valmarana, Vicenza
- Fresques de l'Oratoire de la Pureté, dont l'Assomption et l'Immaculée Conception(1757), Udine
- Un homme assis et une jeune fille avec un pichet (c.1755), National Gallery, Londres
- Les Vertus théologales (c.1755), musées royaux des beaux-arts, Bruxelles
- Le Martyre de sainte Agathe (dessin), (c.1756), Staatliche Museen, Berlin
- Allégorie du Mérite accompagnée de la Noblesse et de la Vertu (1757-1758), Museo del Settecento Veneziano, Ca' Rezzonico, Venise
- Alexandre et Bucéphale (vers 1757-1760), Petit Palais, Paris
- Vision de sainte Anne (1759), Gemäldegalerie, Dresde
- Apothéose de la famille Pisani (vers 1760), musée des beaux-arts, Angers (modèle pour la fresque de la villa Pisani à Stra)
- Le Cheval de Troie tiré dans Troie (1760), National Gallery of Art, Washington
- Vierge au chardonneret (c.1760), National Gallery of Art, Washington
- Jeune femme au perroquet (1760-1761), Ashmolean Museum, Oxford
- Le Triomphe d'Hercule (dessin) (1760-1762), Fondation Bemberg, Toulouse[32]
- Apothéose de la famille Pisani (1761-1762), Villa Pisani, Stra
- Projet de décor pour un dessus-de-porte (vers 1762), musée du Louvre, Paris
- Saint Charles Borromée (1767-1769), Cincinnati Art Museum, Cincinnati
- L'Immaculée Conception (1767-1769), huile sur toile, musée du Prado, Madrid
- Gloire de l'Espagne (1762-1766), salle du Trône, palais royal de Madrid
- Apothéose de la monarchie espagnole (1762-1766), antichambre de la Reine, Palacio Real, Madrid
- Vénus et Vulcain (1762-1766), salle des hallebardiers, Palacio Real, Madrid
- La Fuite en Égypte (1762-1770), huile sur toile, 57 × 44 cm, Museu Nacional de Arte Antiga de Lisbonne, Lisbonne. Autre version du même sujet, à une date cependant non précisée : La Fuite en Égypte, chapelle de Sant’Atanasio, église San Zaccaria, Venise

Jeune femme au perroquet (1758-1760), Oxford, Ashmolean Museum.
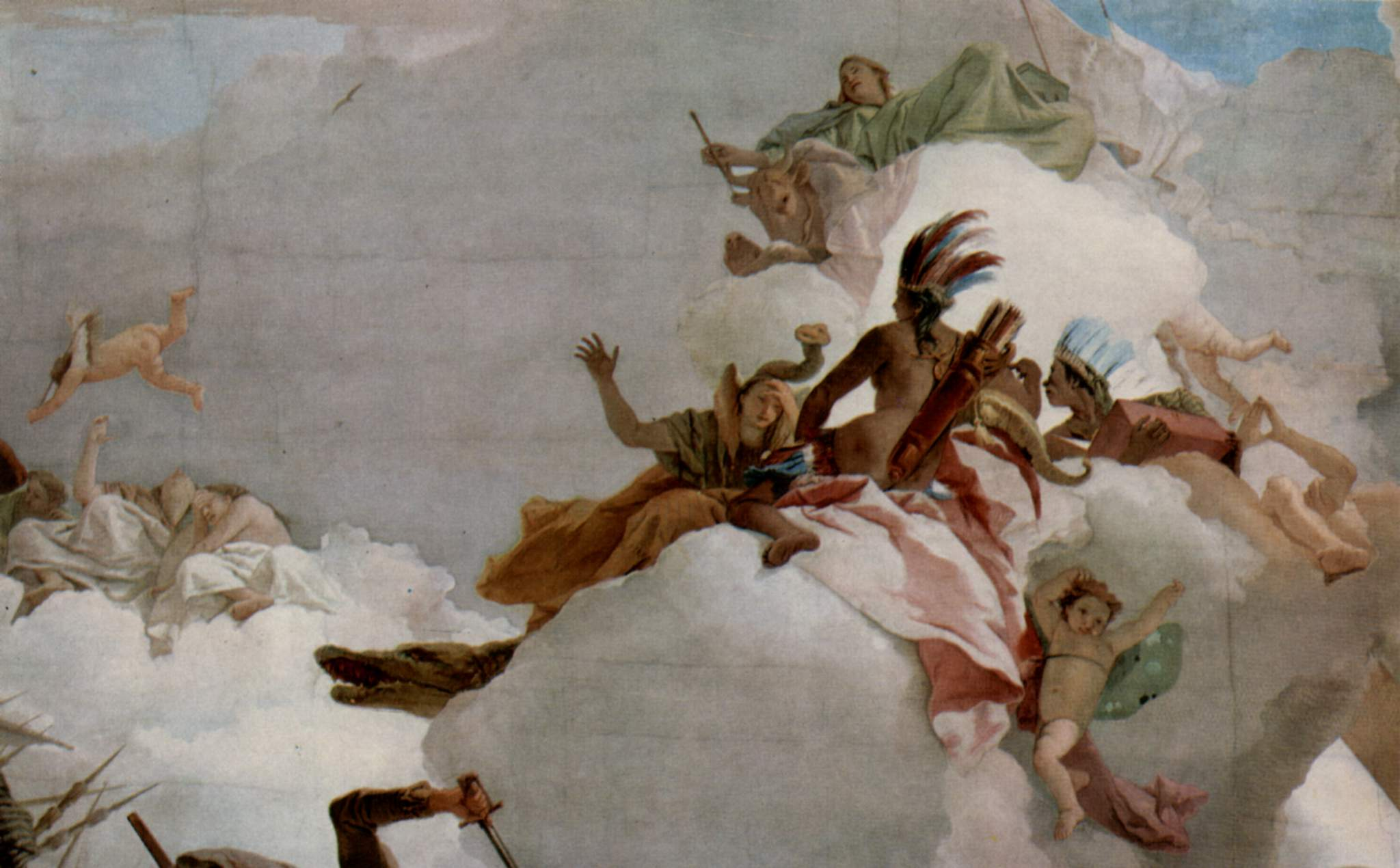
Apothéose de la famille Pisani (vers 1760), musée des Beaux-Arts de Rouen.
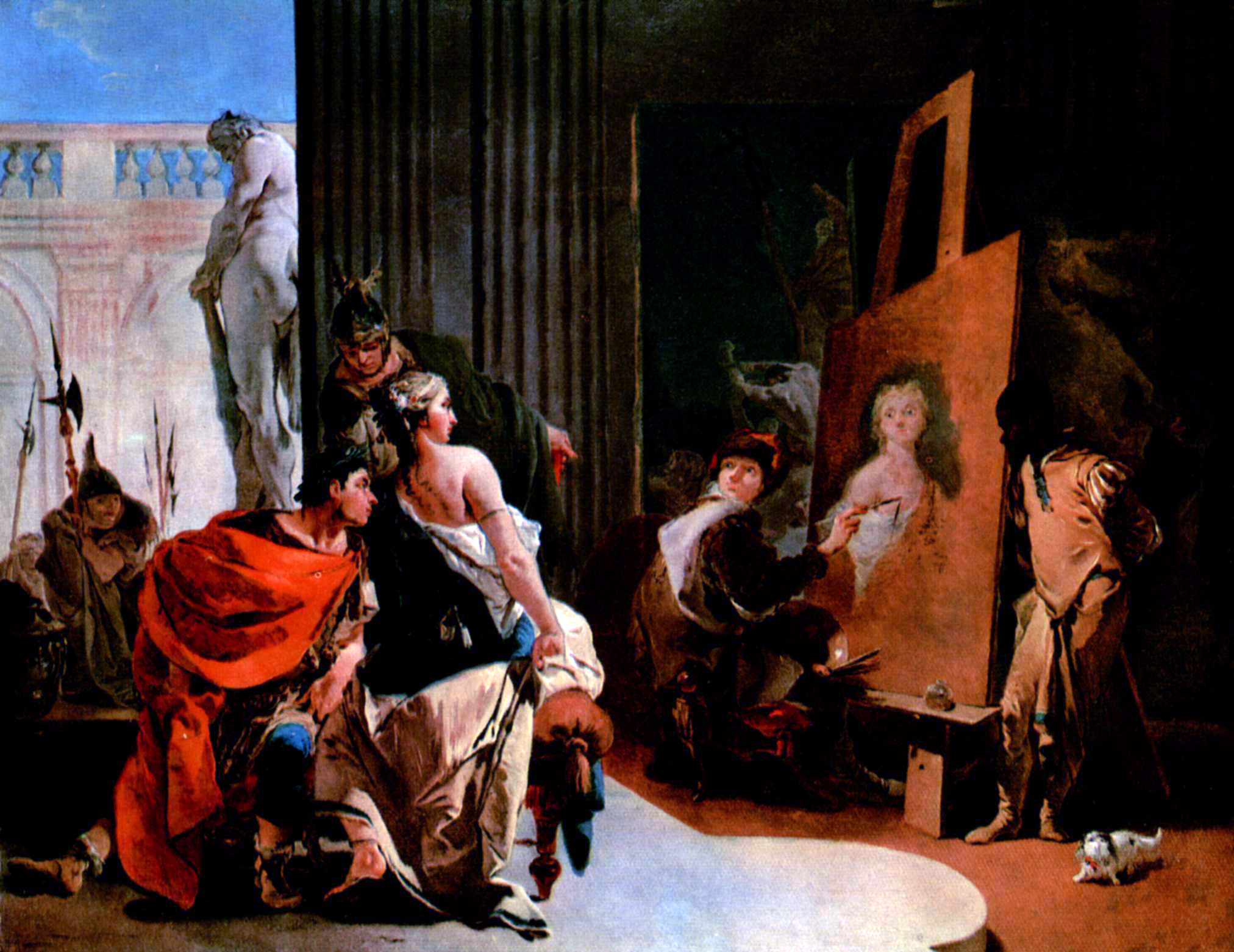
Alexandre le Grand et Campaspe à l'atelier d'Apelle (vers 1725-1726), musée des beaux-arts de Montréal.

## Postérité

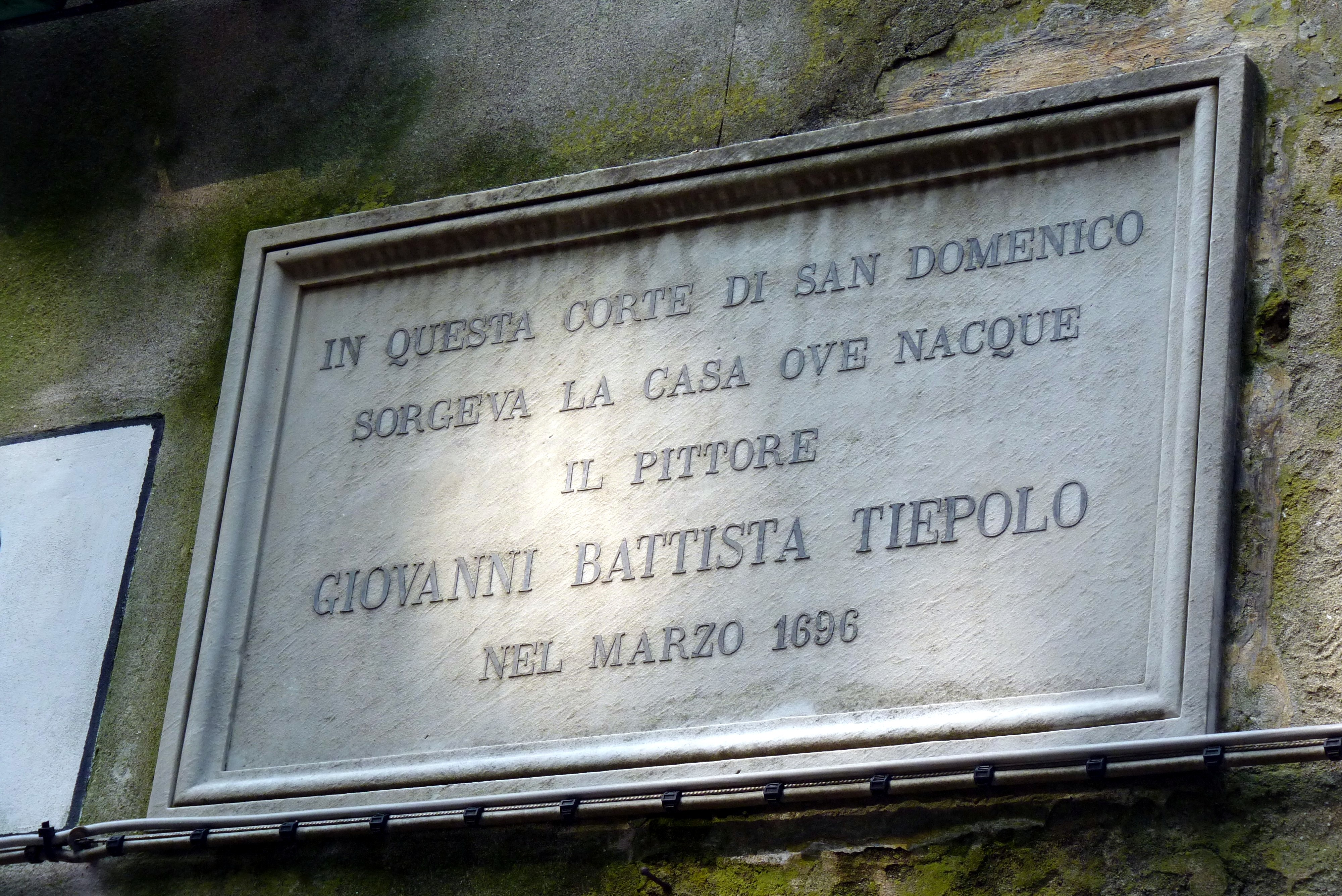
Plaque commémorative à Venise, quartier du Castello, calle san Domenico.

L'écrivain Marcel Proust parle de son ton de rose en le nommant « un vieux rose cerise ».
Un tableau inédit, le portrait d'une dame vivant à Würzburg, découvert en 2008 dans le grenier d'un château du Sundgau, lui a été attribué et intitulé Portrait d'une dame en Flore.